# 1er régiment de hussards parachutistes
Pour les articles homonymes, voir Hussard (homonymie).

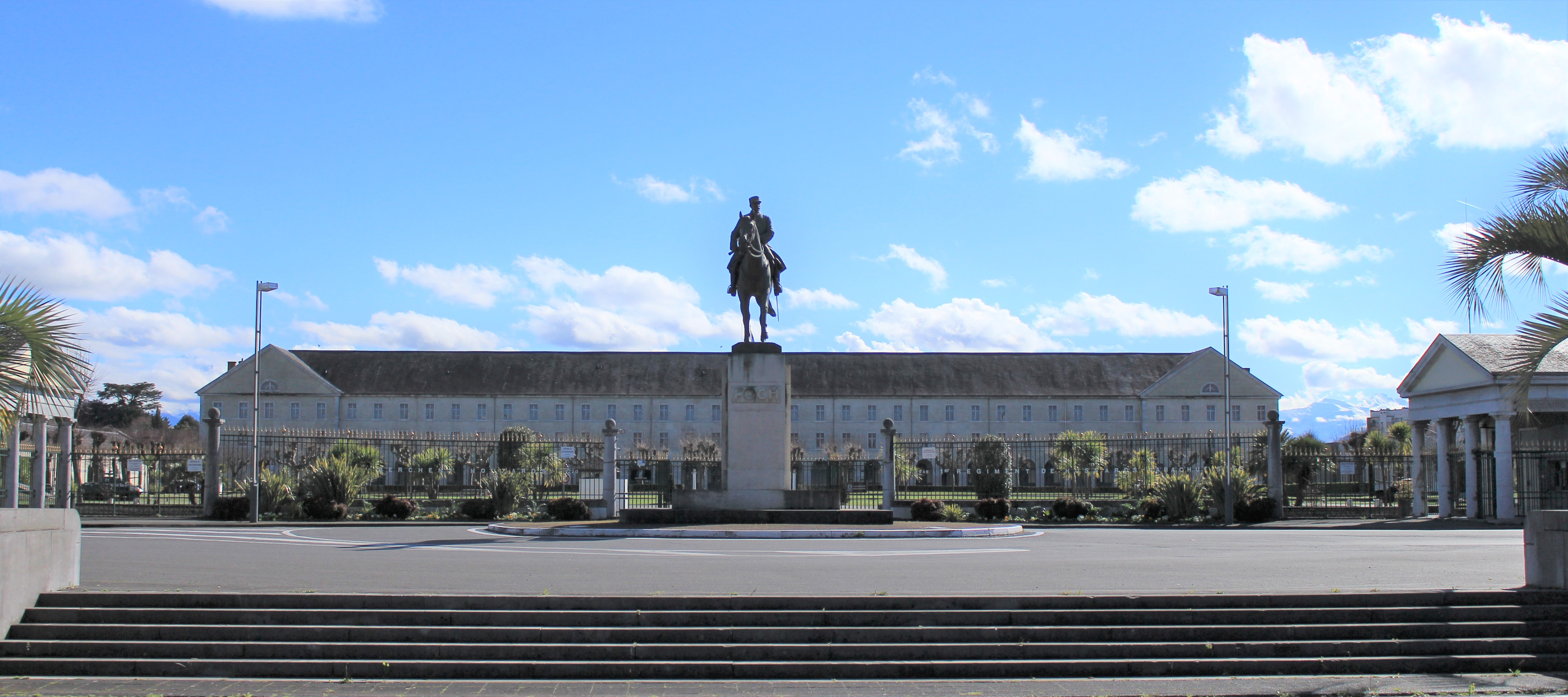
Entrée nord du 1er RHP, avec au premier plan la statue du maréchal Foch.

Le 1er régiment de hussards parachutistes (1er RHP) est une unité de cavalerie blindée de l'armée française, descendante directe du régiment de Berchény houzard, un régiment de cavalerie français d'Ancien Régime créé en 1720.
Il est aujourd’hui le régiment de cavalerie de la brigade parachutiste française (11ème BP). À ce titre, il contribue à l’échelon national d’urgence des troupes aéroportées, constamment en alerte pour intervenir avec la Force de réaction rapide (QRF TAP). Il apporte notamment à la manœuvre parachutiste ses qualités tactiques de vitesse, de recueil élémentaire de renseignement et de combat antichars.
Il a participé à tous les grands engagements militaires français depuis sa création, se distinguant tout particulièrement pendant les guerres de la Révolution et de l'Empire, mais aussi plus récemment pendant la Guerre d’Algérie, en Afghanistan ou au Mali.
Fort d’une identité affirmée, il cultive ses traditions à la fois hussardes et parachutistes, et nombre de ses anciens membres se réunissent au sein de son Amicale régimentaire très active.
Il est basé à Tarbes, dans le département des Hautes-Pyrénées.

## Les missions spécifiques du1errégimentde hussards parachutistes
Le 1er régiment de hussards parachutistes accomplit au profit de la brigade parachutiste toutes les missions d'un régiment de cavalerie légère : reconnaissance au contact ou dans la profondeur, intervention antichar, sûreté des arrières ou des flancs.
Unique régiment blindé de la 11e brigade parachutiste, il en constitue l’avant-garde et lui confère sa puissance de feu et sa mobilité tout en la renseignant en amont de son engagement.
Son matériel peut être aérolargué, aéroporté ou transporté par toute autre voie militaire, ce qui lui donne la capacité d’entrer en premier, au côté des autres unités de la brigade parachutiste, sur des théâtres d’opérations à première vue tenus par l’ennemi. À ce titre, il est régulièrement sollicité et intervient partout où le besoin de frapper vite et fort se fait sentir.
Sa double spécialisation, cavalier et parachutiste, lui assure une polyvalence et une réactivité souvent mises à contribution sur les théâtres de projection actuels. Comme le disait le général Bertrand de Montaudouïn : « Le 1er hussards se doit d'être le meilleur des cavaliers puisque parachutiste et le meilleur des parachutistes puisque cavalier. » Les récents engagements des hussards parachutistes ont tous été l’occasion de démontrer la véracité de cette affirmation.

## Création et différentes dénominations
- 1719-1720 : les hussards de Bercheny sont levés à Constantinople, avec l'accord du Régent Philippe d'Orléans, par le comte de Bercheny, patriote hongrois proscrit par les Habsbourg[1].
- 1er janvier 1791 : devient le 1er régiment de hussards.
- 29 floréal an IV : il reçoit la moitié des cavaliers du 13e hussards.
- 12 mai 1814 : renommé régiment de hussards du Roi il reprend son numéro au retour de Napoléon Ier de l'île d'Elbe, le 1er mars 1815.
- 16 juillet 1815 : comme l'ensemble de l'armée napoléonienne, il est licencié à la Seconde Restauration.
- 1815 : création du régiment de hussards du Jura.
- 21 septembre 1824 : renommé régiment des hussards de Chartres.
- 27 février 1825 : renommé 1er régiment de hussards.
- 1940 : dissout à la suite de l'armistice avec l'Allemagne.
- 1945 : recréé par la Résistance sous le nom de régiment de reconnaissance de la 25e division.
- 1946 : devient 1er régiment de hussards parachutistes au sein de la 25e division aéroportée à l'occasion de son départ pour l'Algérie.

## Historique des garnisons, campagnes et batailles

### Garnisons successives
- 1722 : Haguenau[1]
- 1725 : Vendôme
- 1793 : Reims
- 1796 : Rodez[2].
- 1820 : Sélestat
- 1858 : Tarbes
- 1866 : Auch
- 1870 : Niort
- 1880 : Épinal
- 1904 : Valence
- 1919 : Tours
- 1921 : Tarascon
- 1935 : Angers
- 1946 : Constantine
- 1949-1953 : Auch
- 1961 : Tarbes

### Révolution française
Le régiment perd officiellement son appellation de Bercheny pour devenir le 1er régiment de hussards.
Le 1er régiment de hussards a fait les campagnes de 1792 et 1793 à l’armée du Nord ; 1794 à l’armée des Alpes. Ce régiment figurait avec honneur à la bataille de Jemmapes, le 6 novembre 1792.
Campagnes de l’an IV à l’an VII à l’armée d’Italie ; an VIII à l’armée de réserve ; an IX aux armées de réserve et des Grisons. Faits d’armes : bataille de Roveredo, le 4 septembre 1796.
Il a fait les campagnes des ans XIV et 1806 au 6e corps de la Grande Armée ; 1807 au corps de cavalerie légère de réserve ; 1808 au 4e corps de cavalerie de la Grande Armée ; 1809 à l’armée d’Espagne ; 1810 et 1811 aux armées d’Espagne et de Portugal ; 1812 aux armées d’Espagne, de Portugal et de Catalogne ; 1813 aux armées d’Espagne, de Catalogne, de Portugal, au 3e corps de cavalerie de la Grande Armée et au corps d'observation de l’armée d’Italie ; 1814 à l’armée d’Italie ; 1815 à la 6e division de réserve de cavalerie.
- 1792
  - Après les Batailles de Valmy, le régiment effectue une charge héroïque le 6 novembre et se couvre de gloire à Jemmapes, il combat également à Anderlecht.
- 1793
  - Dépôt à Reims
  - Bataille de Neerwinden
  - Armée de Belgique
  - Siège de Lyon
- 1794
  - Bataille du Boulou
- 1796 : 1re Campagne d'Italie
  - Bataille de Castiglione
  - Bataille de Mondovi
  - Bataille de Fombio
  - Bataille du pont de Lodi
  - Bataille de Borghetto
  - Bataille de Lonato
  - Bataille d'Alba
  - Bataille de Rovereto
  - Bataille de Bassano
  - Bataille de Saint-Georges près de Mantoue
  - Bataille du pont d'Arcole
- 1797
  - Bataille de Rivoli
  - Bataille de La Favorite
  - Bataille de la Piave
  - Bataille de Valvasone
  - Bataille de Gradisca
- 1799
  - Bataille de Paolo
  - Bataille de Magnano
  - Valence
  - Bataille de Canope
  - Bataille de San Giuliano
  - Bataille de Novi
- 1800
  - Bataille de Marengo

### Premier Empire

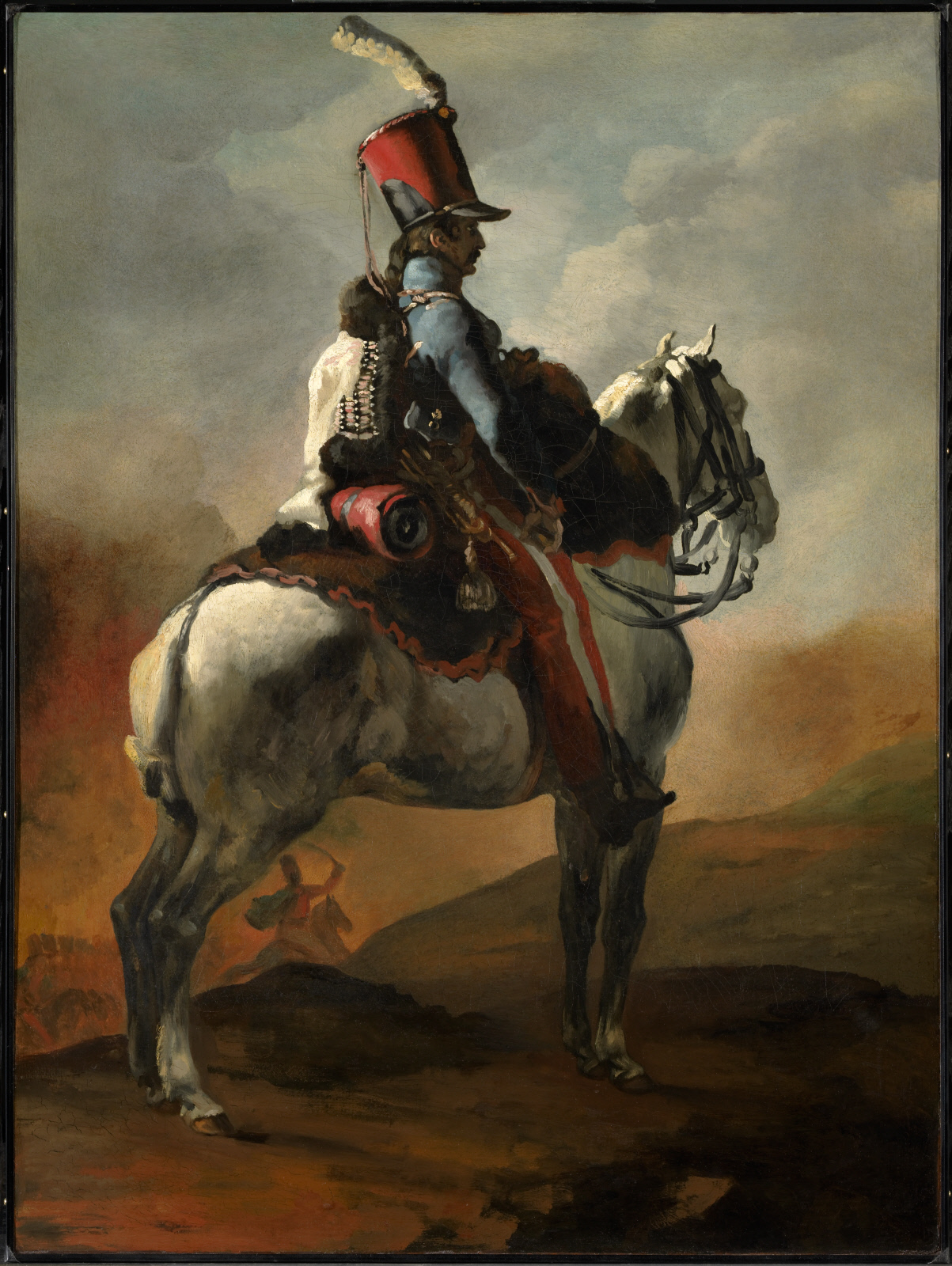
Trompette des hussards
Théodore Géricault, 1815-1820
Clark Art Institute, Williamstown

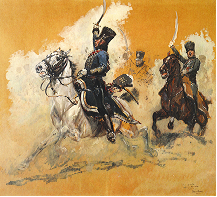
Charge du 1er hussards sous le Premier Empire
Édouard Detaille (1848-1912)

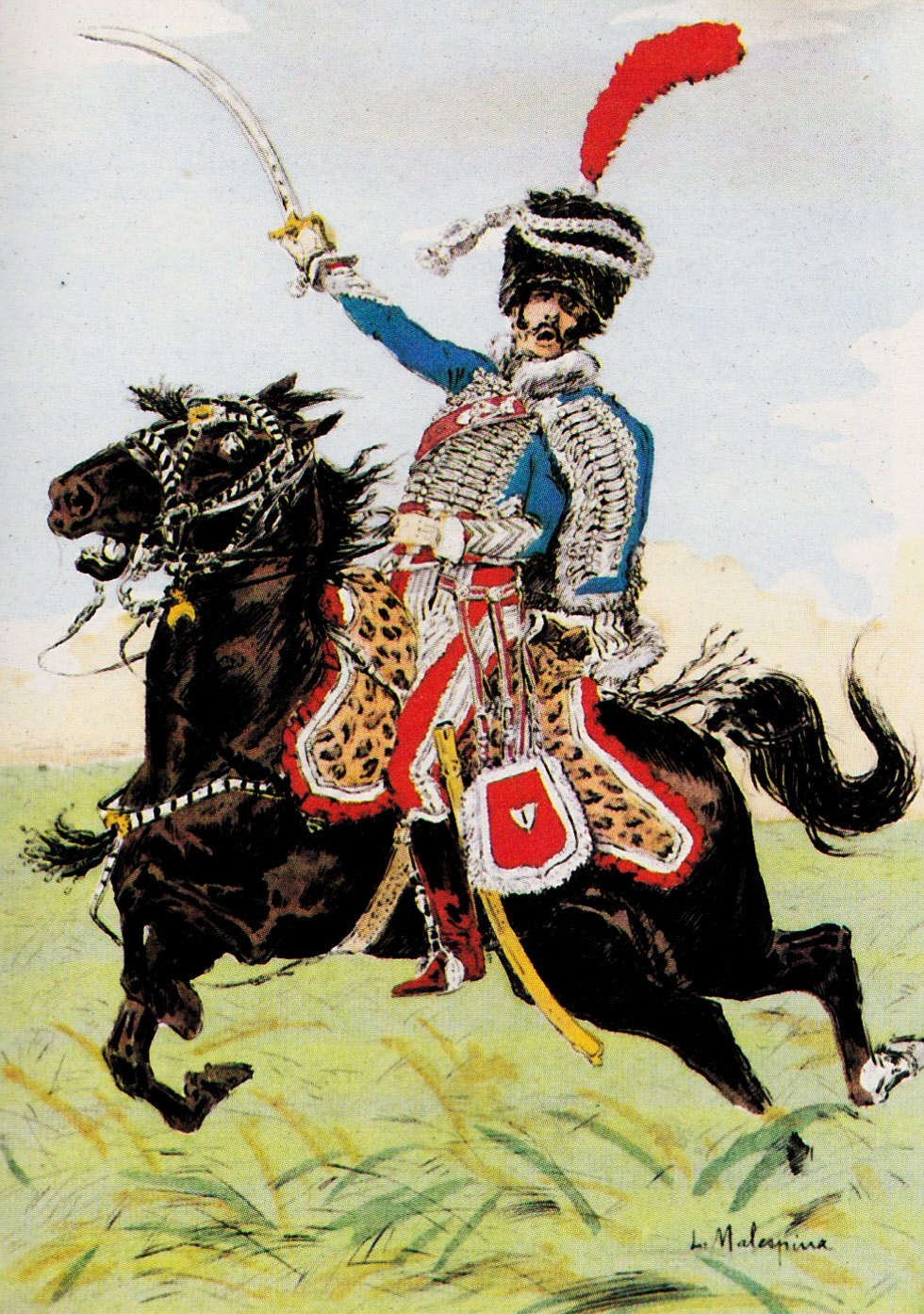
Chef d'escadron du 1er hussards à la charge
Louis-Ferdinand Malespina
d'après une planche de Martinet

Napoléon Ier résumera ainsi cette période : « ce régiment n'a cessé de combattre soit en totalité, soit en partie. Il a été renouvelé presque jusqu'à cinq ou six fois, mais une vérité digne d'être affirmée par les Généraux, c'est qu'officiers, sous-officiers et hussards ont tous fait leur devoir. De 1792 à 1801, il a assisté à 37 batailles, 168 combats, 1310 affaires et fait pendant le même temps 26 300 prisonniers, pris 40 drapeaux, 303 bouches à feu. ».
- 1805 : Campagne d'Allemagne
  - Bataille de Haslach-Jungingen
  - Bataille d'Elchingen
  - Bataille d'Ulm
  - Bataille d'Austerlitz.
- 1806 : Campagne de Prusse,
  - couronnée par l'éclatante victoire de Iéna, le 1er régiment de hussards a l'honneur de fournir l'escadron de service auprès de Napoléon, à partir du 6 octobre, à la place de la cavalerie de la Garde, absente jusqu'au 18. Cela fit du 1er hussards un régiment « d'élite » parmi la ligne de l'Empereur.
- 1807 :
  - les campagnes de l'Empire s'achèvent le 8 février sur la victoire d'Eylau, où les hussards chargèrent afin de dégager l'Empereur et dont le nom est inscrit sur l'étendard.
  - Bataille d'Heilsberg
  - Bataille de Friedland.
- 1808 : le 1er hussards quitte les steppes glacées de l'Europe Centrale, pour aller se battre en Espagne puis en Italie et en Allemagne.
- 1809 : Campagne de Portugal et du Nord de l'Espagne
  - Bataille de Braga
  - Bataille de Santille
- 1811 : Invasion du Portugal
  - Bataille de Sabugal.
- 1812 :
  - Bataille de Monasterio.
- 1813 : Campagne d'Allemagne
  - Juterbock - Bataille de Bautzen
  - Bataille de Gross Beeren
  - 16-19 octobre : Bataille de Leipzig
  - Hanau (1er escadron seulement).
- 1814 : Campagne de France
  - bataille du Mincio.
- 1815 : Campagne de Belgique
  - Bataille de Namur.

Lors de la campagne de Belgique le régiment est composé de trois escadrons pour un total de 471 hommes, le régiment fait partie de l'aile droite commandée par le maréchal Grouchy.

### Restauration
Sous la Restauration, le 1er régiment de hussards prendra successivement les noms de hussards du Roi, hussards du Jura, puis de Chartres.
Durant l'expédition d'Espagne de 1823, le 1er hussards rattaché au 1er corps de l'armée d'Espagne se distingue lors des combats d'Astorga et de Puerto de Mirabete les 2 juin et 30 septembre 1823.

### 1830-1848

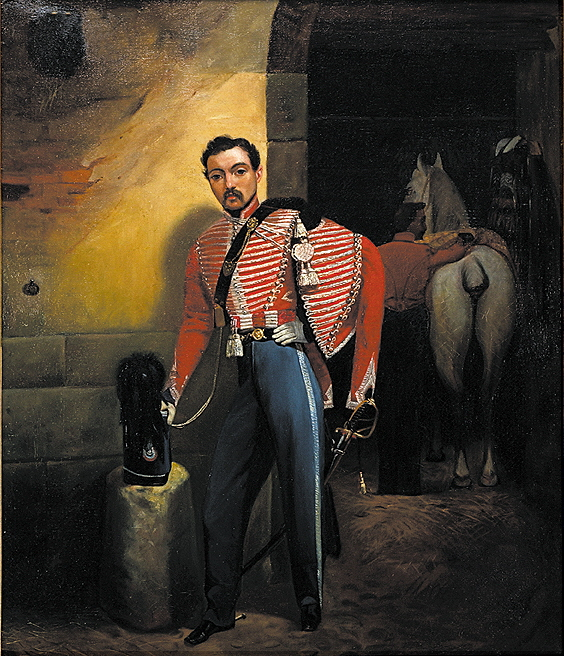
Lieutenant du 1er hussards vers 1840.

En 1831, le régiment participe à la campagne de Belgique.

### Second Empire
Guerre de Crimée
En 1854, le régiment participe à la guerre de Crimée, où il reçoit des missions de reconnaissance qu'il remplit avec brio. Le souvenir du siège de Sébastopol est inscrit sur son étendard.
En 1858, le 1er régiment de hussards prend pour la première fois garnison à Tarbes.
Expédition en Syrie
Le 1er escadron du 1er régiment de hussards, sous le commandement du capitaine Stockly, participe à l'expédition en Syrie
Guerre franco-allemande de 1870
Entre 1870 et 1871, le régiment subit de très lourdes pertes au cours de la guerre franco-prussienne.
En 1870, à la bataille de Sedan, le régiment va connaître l'heure la plus importante de son histoire, sous les ordres du colonel de Baufremont.
Il est un des rares régiments à revêtir le nouvel uniforme de hussard de la réforme de 1868, à savoir une tunique et un dolman bleu ciel à 6 brandebourgs blancs.
Intégré à la division du général Margueritte, aux côtés des 1er, 3e, 4e chasseurs d'Afrique où il forme brigade sous le commandement du général Tallard, aux côtés du 6e chasseur à cheval, il est engagé à la bataille de Sedan.
Soumis le 1er septembre 1870, à proximité du plateau de Floing, à des bombardements, il y connaît des pertes sensibles sous le feu de 7 puis de 26 batteries de campagne des XIe et Ve corps allemands à partir de 8 heures du matin. Lors du repli de la division, qui s'effectue après l'échec de la charge du 3e chasseurs d'Afrique, le régiment subit un nouveau bombardement en se repliant au travers du bois de Garenne, où est tué le général Tallard, fauché par un obus. Le régiment prend alors position aux sorties du bois, aux côtés des restes du 3e chasseurs d'Afrique, du 1er chasseur d'Afrique et du 6e chasseur à cheval, sous les ordres du général Marguerite, qui transfère le commandement de la brigade du général Tallard au colonel commandant le 1er hussards.
À deux heures de l'après-midi, après avoir de nouveau souffert des tirs de l'artillerie allemande, le régiment est engagé dans une charge en échelon contre la 22e division du général Sckopp, du XIe corps allemand qui se dirige vers les prairies qui dominent la Meuse pour y consolider l'encerclement de l'armée de Mac Mahon. Avant même le départ de la charge, le lieutenant-colonel de Gantès, adjoint du colonel de Baufremont, est mortellement blessé, la jambe emportée par un obus. Il est remplacé par le commandant Bissaut, qui reçoit l'ordre de mener la charge avec le 2e escadron, qui doit être suivi des quatre escadrons du régiment. Charge qui va s'effectuer sous le tir de près de 60 pièces de campagne Krupp. Dès le début de la charge, le cheval du colonel de Baufremont est tué, et celui-ci, bien que contusionné, parvient à se remettre en selle sur une monture d'un cavalier qui vient d'être fauché par un éclat d'obus. Le colonel de Baufremont voit de nouveau son cheval tué sous lui quelques instants plus tard. En quelques minutes, le 1er hussards se voit réduit à 150 hommes.
Quatre officiers perdent la vie : le lieutenant-colonel de Gantés, le capitaine Albaret, commandant le 5e escadron, le capitaine de Bullet, capitaine en second, et le sous-lieutenant de Saint-Georges. Sept officiers sont blessés : le capitaine de Pressac, qui commande le 3e escadron, le capitaine de Tussac, atteint de deux balles, ainsi que les lieutenants de Mulheneim, Button, de Senneville et le sous-lieutenant de Chaleon. Sous les charges répétées, le régiment, sur un effectif de 490, perd 11 officiers et 316 sous-officiers et hussards.

### 1871-1914

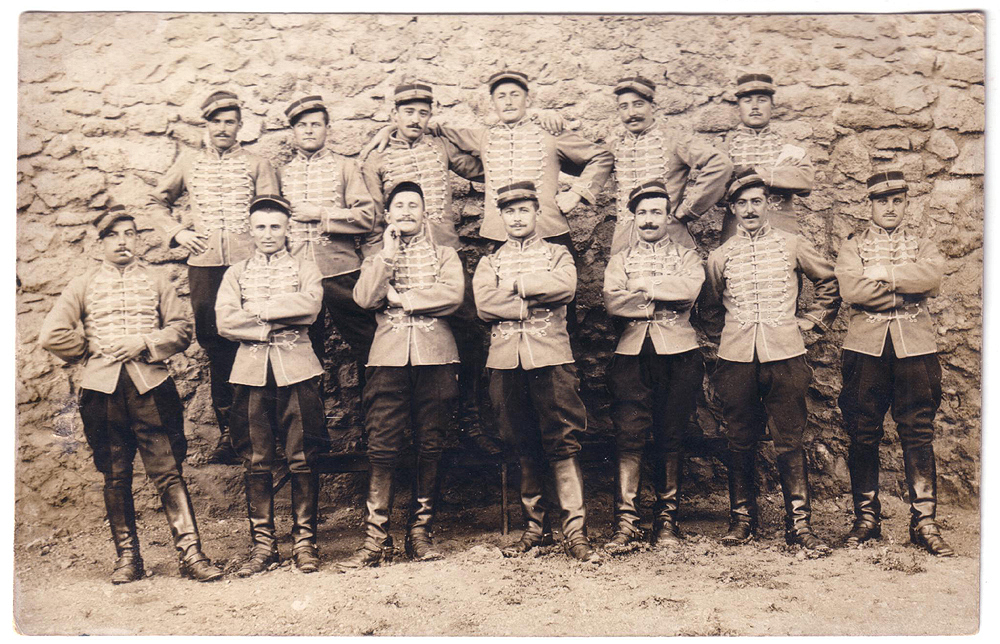
Hommes du 1er hussards vêtus du dolman à tresse (1905).

En 1871, il est affecté en Algérie, où il participe aux opérations d'assainissement de la Kabylie.
Il rentre en France en 1882, où il mène pendant trente ans la vie de garnison.
À la veille de la Première Guerre mondiale, le régiment compte un effectif de 35 officiers, 63 sous-officiers et 677 cavaliers.

### Première Guerre mondiale

#### Synthèse
Le 1er hussards s’est lancé dans la Grande Guerre comme régiment de cavalerie à cheval du 16e corps d’armée. Si la tournure de la guerre va obliger les hussards à s’initier au combat d’infanterie en passant par les tranchées, ils la termineront comme ils l’ont commencé : à cheval. Au cours des différentes opérations auxquelles ils participeront, ils perdront 70 hussards et auront 280 blessés.
Voici parmi tant d’autres, quelques faits remarquables du régiment.

#### 1914
De sa garnison de Béziers, le 1er hussards se rend sur les avants postes allemands en Lorraine. Sa mission : éclairer et couvrir les colonnes d’infanterie. Cette première partie de campagne sera pénible pour les hussards car l’ennemi manœuvre sur son propre terrain et profite des nombreux bois pour tendre des embuscades. Dès août 1914 près de Lunéville (Lorraine) : le 1er hussards combat sans un instant de répit pendant 14 jours pour repousser l’offensive allemande qui envahit la Lorraine. Le 28 aout, le 1er hussards déborde au prix de lourdes pertes, le village de La Mortagne où l’ennemi se retranchait. Leur confiance inébranlable en la victoire a contribué à briser l’offensive Allemande et à libérer la Lorraine.
Cette bataille sera inscrite sur l’étendard du régiment.

#### 1915: Fortin de Beauséjour
Le 1er hussards va devoir s’adapter au nouveau type de combat en s’initiant au combat d’infanterie dès la fin 1914. En juin 1915, il est désigné pour occuper le fortin de Beauséjour, tout juste enlevé aux Allemands. Une mission éprouvante dans des conditions de vie difficiles dans les tranchées. Le régiment quittera ce fort le 25 août pour prendre part à l’offensive de Champagne. Il laissera après trois mois à Beauséjour, 14 tués et 73 blessés. Il sera félicité pour son moral élevé et ses remarquables qualités d’endurance et d’enthousiasme durant la guerre des tranchées.

#### 1917: Verdun
Le régiment prend part à la bataille de Verdun. Affecté au service de circulation sur la Voie Sacrée, il est chargé du ravitaillement jusqu’aux lignes et aux liaisons entre les PC.
En septembre, un détachement du 1er et du 3e escadrons tiennent la tranchée de Boureilles en Argonne, tandis qu’un autre du 2e et 4e escadron tient celle de la Demi-Lune au nord des Islettes.
En mars, les hussards font face à de nombreux assauts. Ils en repoussent trois successifs, d’une violence rare, les 17 et 18 mars, avant d’en mettre un autre en échec le 24. Cependant, le 30, un bombardement d’obus de 105 et 150 mm, accompagné de tirs d’interdictions, détruit en partie le poste tenu par les hussards, qui sont ensuite assaillis par une quinzaine d’Allemands les accablant de grenades. Malgré la situation, les hussards parviennent à repousser l’ennemi mais doivent se replier vers une autre tranchée. Les assaillants se heurtent au 4e escadron qui les refoule à l’arme blanche. Quelques instants après, les boyaux furent débarrassés des attaquants. Plusieurs hussards furent cependant tués lors de cette attaque.

#### 1918
Les difficultés des combats sont aggravées par la fatigue des missions successives et le manque de ravitaillement. Les Allemands se retirent tout en poursuivant des tirs de barrage à la mitrailleuse. Les pelotons, remontés sur leurs chevaux, sont alors employés à éclairer la marche des régiments d’infanterie. Lors de missions de reconnaissance, plusieurs hussards et chevaux perdent la vie. Leur mission va rapidement évoluer. Ils doivent se lancer à la poursuite de l’ennemi en pleine retraite et le harceler jusqu’à La Serre.
En octobre, le régiment participe à l’assaut et à la prise de Couvron, tenu par l’artillerie et les mitrailleuses ennemies. Face au succès de l’assaut, les rescapés ennemis ne peuvent que se replier sur La Serre. C’est le 2e escadron qui se distingue particulièrement lors de cet assaut.
En effet, afin de permettre à deux régiments d’infanterie de déboucher, un peloton du 2e escadron charge une position tenue par des mitrailleurs. Tous les chevaux sont tués, tous les cavaliers blessés, mais l’ennemi se retire, laissant six mitrailleuses et la voie livre.
Cette action fut récompensée par une citation à l’ordre de la division avec attribution de la croix de guerre avec étoile d’argent.
La Serre sera inscrite sur l’étendard du régiment.

#### Jusqu'à la dernière minute
Alors que l’Armistice est annoncé pour 11 heures le 11 novembre, le général commandant la 32e division ordonne au 3e escadron de forcer le pas et de prendre aux Allemands le village de Cul-des-Sarts.
À 10h20 les premiers hussards pénètrent les maisons et à 10h50 les derniers postes allemands sont enlevés à la baïonnette. À 11h, l’armistice interrompt ce combat qui valut au 3e escadron une citation à l’ordre de l’armée.
La veille, le 70e et dernier mort du 1er hussards tombera.

### Entre-deux-guerres
1935 : le régiment change et modernise ses équipements. Il se motorise en partie, notamment avec une section de motocyclistes. Néanmoins, le 1er hussards reste l'un des derniers régiments à cheval de l'armée française, il est stationné à Angers.

### Seconde Guerre mondiale

#### Drôle de guerre
Le 1er régiment de hussards forme la 1re brigade de cavalerie (1re BC) avec le 8e régiment de chasseurs à cheval. La 1re BC fait partie de la 1re division de cavalerie lorsqu'en février 1940 les divisions de cavalerie sont transformées en divisions légères de cavalerie (DLC). La 1re BC n'est alors plus endivisionnée et dépend désormais directement de la 2e armée. En cas d'intervention en Belgique, la 1re BC doit participer à la manœuvre retardatrice en Ardenne en s'alignant sur la Vierre, en liaison entre la 5e DLC à gauche et la 2e DLC à droite.

#### Bataille de France
Le 10 mai 1940 le régiment pénètre ainsi en Belgique puis couvre la retraite, en mai et en juin, au prix de lourdes pertes. Il combat au Mont-Dieu où 400 hussards stoppent pendant 3 jours l'avancée de 5 bataillons allemands. L'armistice contraint le régiment à déposer les armes. Son tribut a encore été lourd : 190 tués, blessés ou disparus.
Dissous après l'armistice, il est recréé par la Résistance en 1945, sous l'appellation de régiment de reconnaissance de la 25e division.

### De 1945 à nos jours

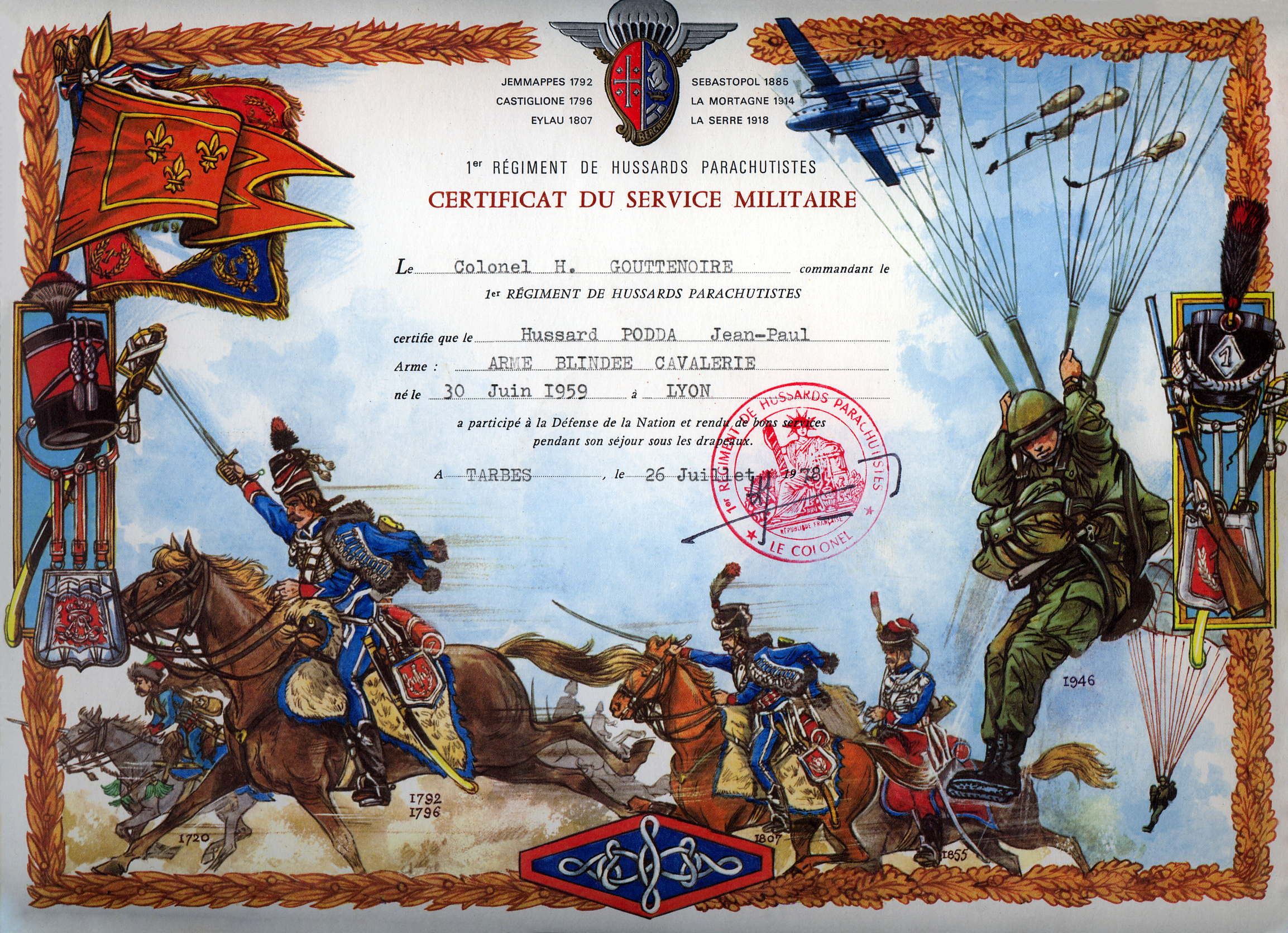
Certificat du service militaire (26 juillet 1978) du 1er RHP.

Opérations extérieures de 1945 à 1978
En 1946, la 25e division devient 25e division aéroportée et le 1er hussards devient, à la suite d'une inspection du Maréchal de Lattre de Tassigny, le 1er régiment de hussards parachutistes. En mars 1946, le régiment est envoyé en Algérie à Constantine (Quartier Gallifet). À cette époque, il est commandé par le colonel De Gastines, gendre du maréchal Louis Franchet d'Espèrey).
À partir de 1948, un de ses escadrons combat en Indochine.
Revenu à Auch en 1949, le régiment est intégré en 1951 à la 25e DIAP. 
En 1956, il participe aux opérations du Rif Marocain puis d'Algérie.
Le 1er juin 1956, il est intégré à la 25e DP.
Le 11 juillet 1961 le régiment quitte l'Algérie et débarque deux jours plus tard à Marseille, s'installe provisoirement le 14 juillet au camp de Mourmelon. Le 30 août, le 1er RHP part à Sedan au quartier Fabert. Le 6 novembre, le régiment retrouve Tarbes et le quartier Larrey. Il est alors articulé en 3 escadrons de reconnaissance sur jeeps et un escadron d'instruction.
Opérations extérieures depuis 1978

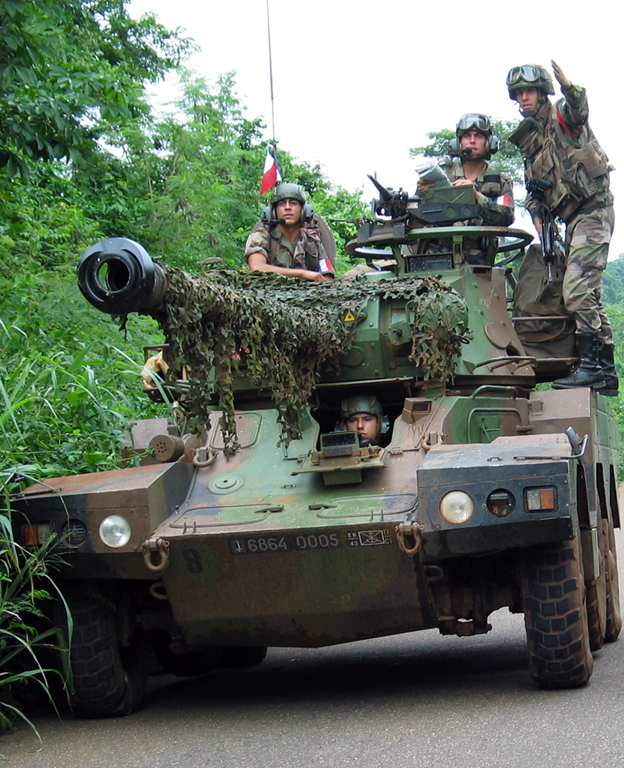
Patrouille du 1er RHP sur ERC 90 en Côte d'Ivoire (2003).

Depuis 1978, il a été présent sur tous les théâtres d’opérations majeurs de l’armée française :
- 1978 : au Sud-Liban dans le cadre de la FINUL (Forces Internationales des Nations unies pour le Liban)
- 1979 : intervention au Tchad dans le cadre de l'opération Tacaud
- 1983 : intervention au Liban
- 1984 : intervention au Tchad dans le cadre des opérations Manta puis Épervier
- 1990 : intervention dans le cadre de la guerre du Golfe
- 1993 : intervention en ex-yougoslavie dans la poche de Bihac, FORPRONU
- 1994 : intervention au Rwanda dans le cadre de l'opération Turquoise
- 1995 : mission d'assistance militaire au Tchad et en Centre-Afrique
- 1995 : intervention en ex-Yougoslavie à Sarajévo, FORPRONU (Force de Protection des Nations unies)
- 1996 : intervention en ex-yougoslavie à Sarajevo, IFOR (Force d'Interposition)
- 1996 : intervention en ex-yougoslavie à Rajlovac, (banlieue de Sarajevo)IFOR (Division Salamandre)
- 1999 : intervention en Macédoine (opération TRIDENT), en Albanie, en Guyane Française (Section de Recherche et Reconnaissance), au Tchad (mission EPERVIER), au Kosovo...
- 2000 : force prépositionnée en république de Côte d'Ivoire
- 2001 : mission KFOR au Kosovo
- 2001 : force prépositionnée en république de Côte d'Ivoire
- 2002 : mission EPERVIER au Tchad
- 2002 : mission KFOR au Kosovo
- 2002 : mission LICORNE en république de Côte d'Ivoire
- 2003 : mission ARTEMIS en république démocratique du Congo
- 2003 : mission BOALI en République centrafricaine
- 2003 : mission SFOR en Bosnie-Herzégovine
- 2003 : mission KFOR au Kosovo
- 2003 : mission PAMIR en Afghanistan
- 2003 : mission EPIDOTE en Afghanistan
- 2004 : mission LICORNE en république de Côte d'Ivoire
- 2004 : mission CARBET en Haïti
- 2004 : forces prépositionnées au Sénégal
- 2004 : mission TRIDENT au Kosovo
- 2005 : mission LICORNE en république de Côte d'Ivoire
- 2006 : mission PAMIR en Afghanistan (PAMIR XIII)
- 2006 : mission LICORNE en république de Côte d'Ivoire
- 2006 : mission TRIDENT au Kosovo
- 2007 : mission PAMIR en Afghanistan (PAMIR XV)
- 2007 : mission TRIDENT au Kosovo
- 2007 : mission EPERVIER au Tchad
- 2008 : mission PAMIR en Afghanistan (PAMIR XX)
- 2008 - 2009 : mission EUFOR au Tchad
- 2010 : 1er escadron au Kosovo - 2e escadron en Afghanistan - 4e escadron au Sénégal - 5e escadron au Sénégal
- 2011 : mission LICORNE en république de Côte d'Ivoire
- 2013 : Opération Serval au Mali
- 2013 : Opération Sangaris en République centrafricaine
- 2014 : Opération Sangaris en République centrafricaine
- 2014-2015 : Opération Barkhane au Tchad
- 2014-2015 : Force intérimaire des Nations unies au Liban
- 2015 : Opération Barkhane au Tchad
- 2018 : Opération Barkhane au Mali
- 2018 : Forces françaises en Côte d'Ivoire
- 2019 : Forces françaises en Côte d'Ivoire
- 2020 : Opération Barkhane au Mali
- 2020 : Forces françaises en Côte d'Ivoire
- 2021 : Forces françaises en Côte d'Ivoire
- 2021 : Opération Barkhane au Mali
- 2022 : Force intérimaire des Nations unies au Liban
- 2022 : Forces françaises à Djibouti
- 2022 : Force européenne Althea en Bosnie
- 2022 : Opération Barkhane au Mali
- 2022 : Mission Aigle en Roumanie
- 2023 : Forces françaises en Côte d'Ivoire
- 2023 : Forces françaises à Djibouti
- 2024 : Force européenne Althea en Bosnie
- 2024 : Forces françaises à Djibouti
- 2024 : Opération Barkhane au Tchad
- 2024 : Force intérimaire des Nations unies au Liban

## Traditions
Le régiment, quels que soient ses outils, s’est toujours adapté.

### Devise
La devise du régiment a été pendant un certain temps : « Aultre ne veult » mais la devise du comte de Bercheny, fondateur du régiment : « Omnia si perdas, famam servare memento. » sera finalement reprise.
La devise actuelle du régiment signifie en latin :
« Si tu as tout perdu, souviens-toi qu'il te reste l'honneur » ou « Même si tout est perdu, sache qu'il reste l'honneur à sauver. »

### Insignes
Dessiné en 1935, l'insigne du 1er RHP représente, posées sur un brevet parachutiste, les armes du comte Ladislas de Bercheny.
Description héraldique :
« Parti, au un de gueules à la croix pattée d'argent, cantonnée de quatre croisettes de même, au deux d'azur à la licorne d'argent hissante d'une couronne tréflée d'or, posée sur deux montagnes en figure de cœurs entrelacés d'argent et mouvantes de la pointe à l'écu. »
La signification du brevet parachutiste :
« Le parachute te porte, les ailes du grand Saint Michel te supportent, l'étoile te guide, les lauriers te rappellent la gloire des anciens, la couronne de chêne, la force qui caractérise les parachutistes, mais la mort te guette, elle est représentée par le noir entre les suspentes ».
Le 1er RHP possède son propre béret. Contrairement au béret des parachutistes (le « béret rouge ») portant l'insigne des parachutistes de métropole, celui du 1er RHP est porté sur une hongroise étant le signe distinctif des hussards qui symbolise les rangées de brandebourgs en fil blanc disposées sur le dolman et la pelisse de l'uniforme des hussards de l'Ancien Régime.

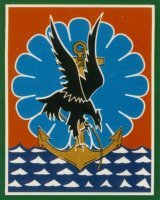
Écusson de la 11e brigade parachutiste surnommé "Le charognard".
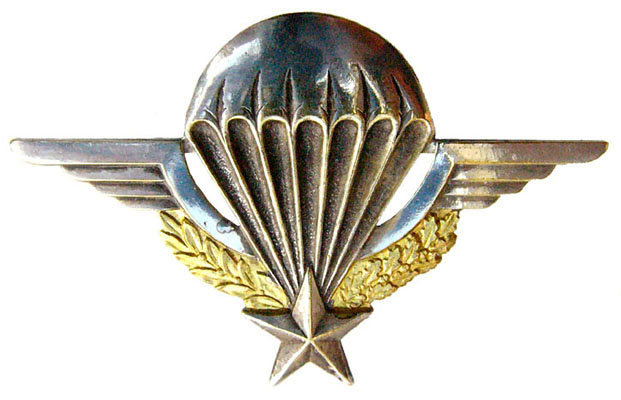
Brevet parachutiste de l'armée française.
Hongroise.
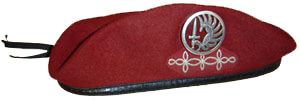
Béret du 1er RHP.

### Étendard
Il porte, cousues en lettres d'or dans ses plis, les inscriptions suivantes, :
- Valmy 1792
- Jemappes 1792
- Castiglione 1796
- Eylau 1807
- Sébastopol 1855
- La Mortagne 1914
- La Serre 1918
- AFN 1952-1962

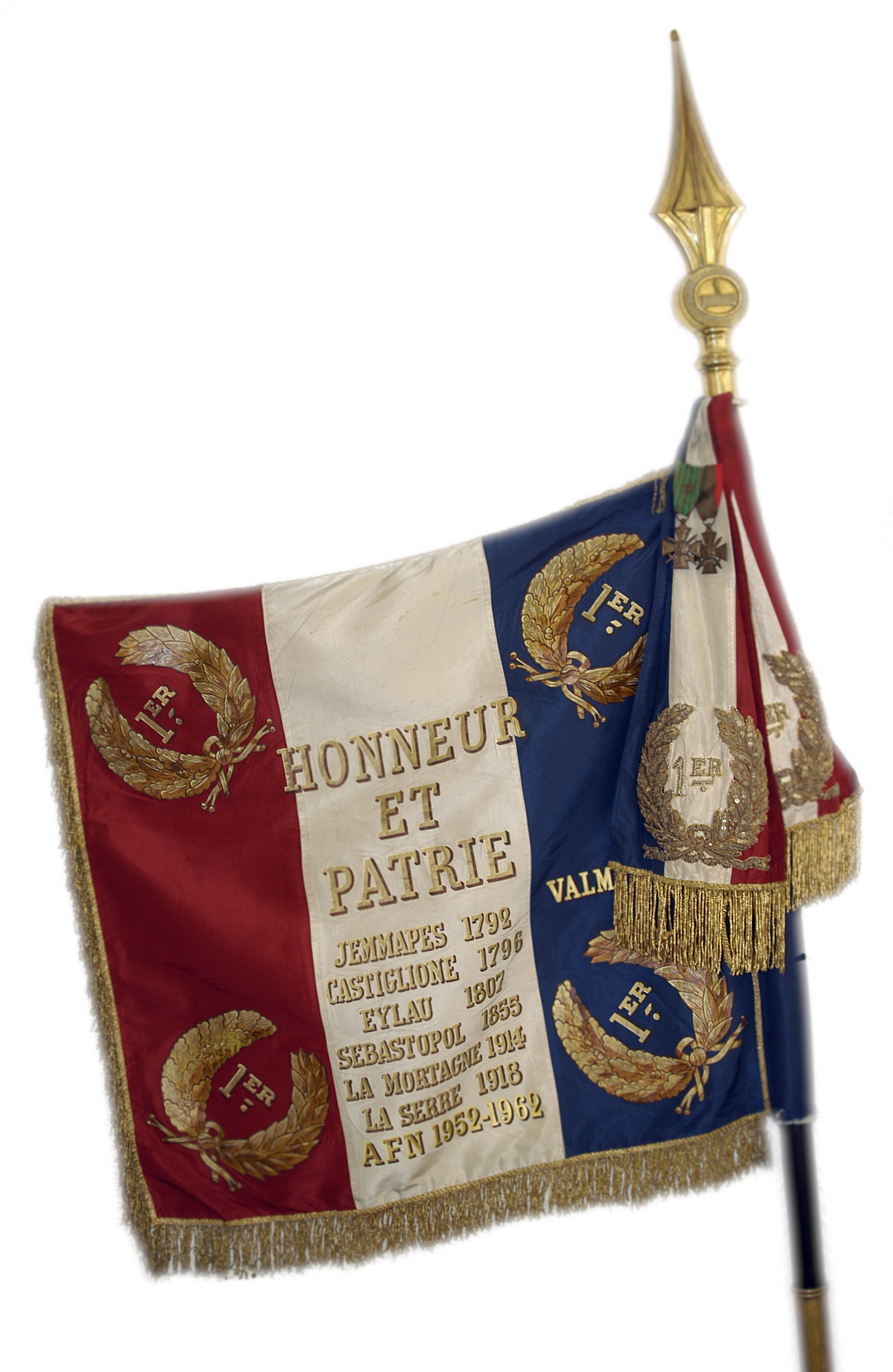
Étendard du 1er RHP
Étendard déplié du 1er régiment de hussards parachutistes

### Décorations
Le drapeau du régiment est décoré de la croix de guerre 1914-1918 avec étoile de vermeil, et de la croix de guerre 1939-1945 avec une palme. Il est également décoré de la croix de la Valeur militaire avec deux palmes et une étoile d'argent. Les deux palmes reçues pour son action en Afghanistan ont donné droit au régiment au port de la fourragère aux couleurs de la Croix de la Valeur militaire.

Sa cravate est décorée avec ces décorations
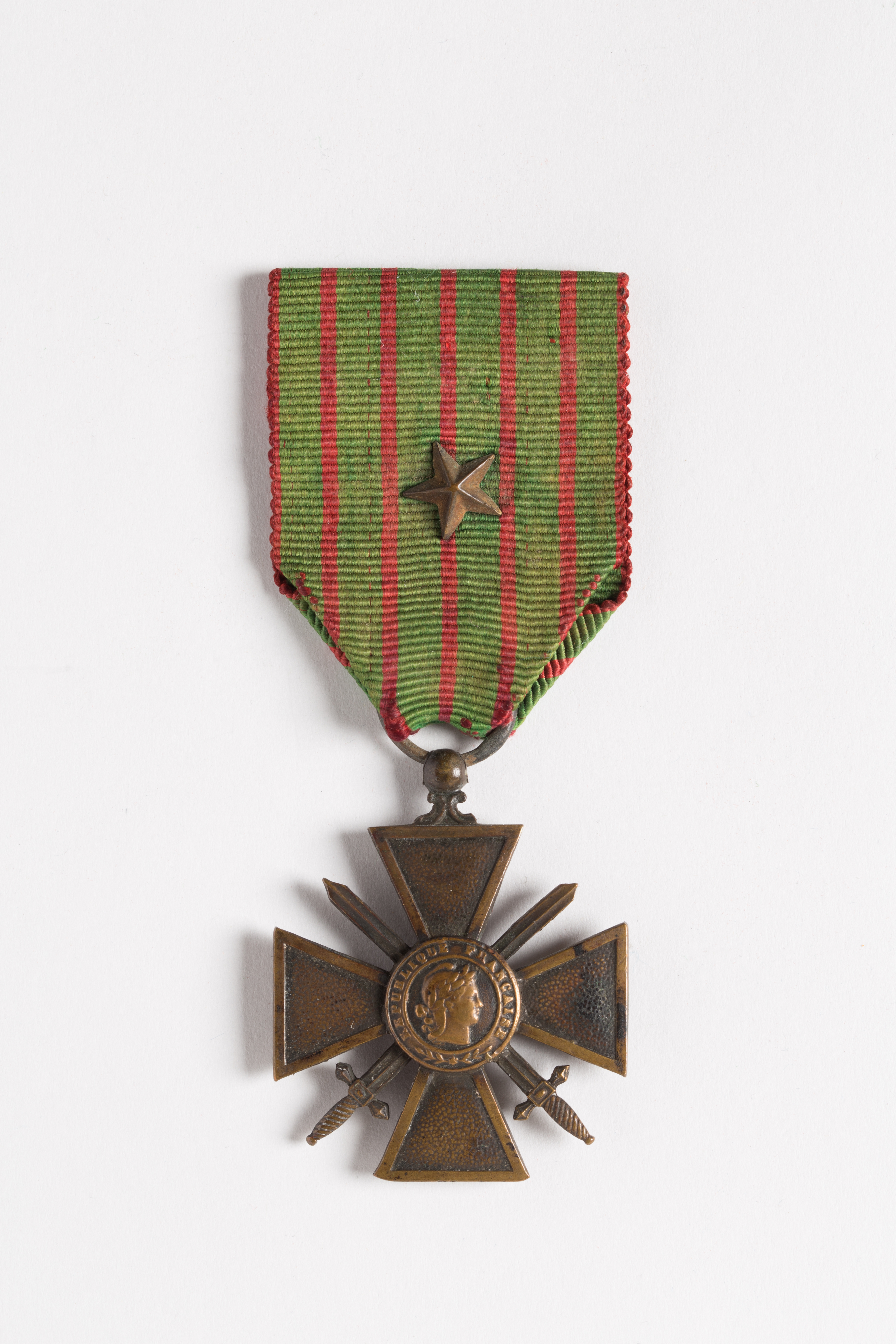
Croix de guerre 1914-1918 avec une étoile de vermeil (Citation à l'ordre du corps d'armée)
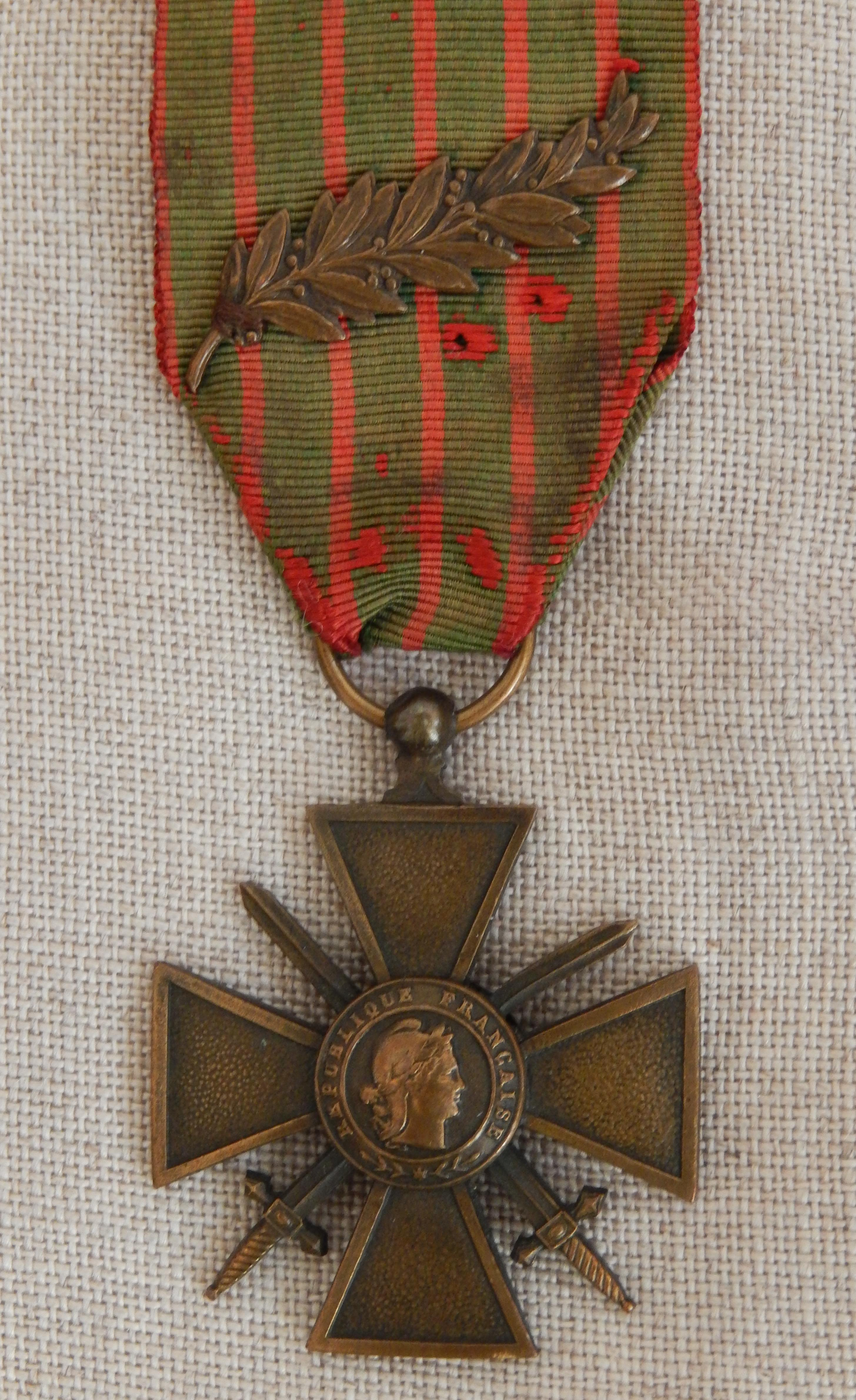
Croix de guerre 1939-1945 avec une palme (citation à l'ordre de l'armée)
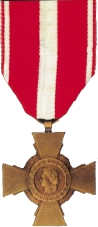
Croix de la Valeur militaire avec deux palmes à la suite de l'action du régiment en Afghanistan (opération Pamir)[12], une étoile d'argent pour son action lors de l'opération Serval au Mali en 2013-2015, et l'opération Barkhane dans la bande sahélo-saharienne en 2015 ainsi qu'une étoile de vermeil pour son engagement dans l'opération Sangaris[13].

### Chant
Sur la mélodie du chant révolutionnaire polonais La Varsovienne :
Version originelle
Pour libérer le pays qu'on enchaîne,

Briser ses liens, massacrer ses ennemis,

Il est des gars endurcis à la peine

Chacun pour tous et tous pour un réunis.

Voyez, bonnes gens, largués sur la plaine,

Tombant du ciel et rampant seuls dans la nuit,

Ne craignant rien, ni la peur, ni la haine,

Voyez, ce sont les hussards de Bercheny.

Autour de nous, attendant l'esclavage,

Les libéraux se vautrent dans leur veulerie.

Pour eux la paix, mais pour nous le courage

De risquer tout pour secourir la Patrie.

Ô parachutiste, voilà l'orage,

Montrons-nous fiers de nos anciens d'Algérie,

Rien n'est trop dur pour un gars de notre âge,

S'il est Para de Bercheny Cavalerie.

Version actuelle et officielle
Pour libérer le pays qu'on enchaîne,

Prêts au combat pour repousser ses ennemis,

Il faut des gars endurcis à la peine,

Chacun pour tous et tous pour un réunis.

Voyez, braves gens, largués sur la plaine,

Tombant du ciel et progressant dans la nuit,

Ne craignant rien, ni la mort, ni la haine,

Voyez ce sont les hussards de Bercheny.

Autour de nous la bataille fait rage,

Si certains tombent sous les coups de l'ennemi,

Pour eux la paix et à nous le courage

De risquer tout pour secourir la Patrie.

Ô parachutiste, voilà l'orage,

Montrons nous fiers de nos anciens de Hongrie,

Rien n'est trop dur pour un gars de notre âge,

S'il est para de Bercheny Cavalerie
Le chant de Bercheny (en hongrois)
Gyenge violának

Letörött az ága

Az én bánatomnak

Nincs vigasztalása

Refrain :

Suhog a szél

Késmárk felett

Édes rózsám

Isten veled

Nagy Bercsényi Miklós

Sirdogál magában

Elfogyott szegénynek

Minden katonája

Refrain :

Suhog a szél

Késmárk felett

Édes hazám

Isten veled
Prononciation du chant hongrois
Dienne guen vi o la nack

Les teureute aze aga

Aze éne bana tome nack

Nintche vigas ta la cha

Refrain (bis) :

Chou hogue a sell

Kéchemark failette

Edeche ro jame

Ichtene velaide

Nadie Bertchényi Micloche

Chir do gal ma gabane

Elfodiote se guénie neck

Mine daine cato naya

Refrain (bis) :

Chou hogue a sell

Kéchemark failette

Edeche hazame

Ichtene velaide
Traduction du chant hongrois
Giroflée frêle

A cassé sa branche

Ma tristesse

Reste sans consolation

Refrain (bis) :

Hurle le vent

Au-dessus de Késmark

Ma chère amie,

Adieu, Adieu !

Nicolas de Bercheny, le Grand,

Pleure en lui-même

Il a perdu, le pauvre,

Tous ses soldats

Refrain (bis) :

Hurle le vent

Au-dessus de Késmark

Ma chère patrie,

Adieu, Adieu !

### Décorations de hussards en service dans ce régiment

#### Armes d'honneurs (1799 à 1802)
- Pierre Didiot, Maréchal des Logis : Sabre d'Honneur
- Célestin Filleul, Maréchal des Logis : Mousqueton d'Honneur
- François Fritz, Brigadier : Mousqueton d'Honneur
- Charles Lahaye Maréchal des Logis : Sabre d'Honneur
- Joseph Michel hussard : Mousqueton d'Honneur
- Philippe Poncet hussard : Mousqueton d'Honneur
- Gaspard Scherer hussard : Mousqueton d'Honneur

## Chefs de corps du1errégimentde hussards

### Ancien Régime

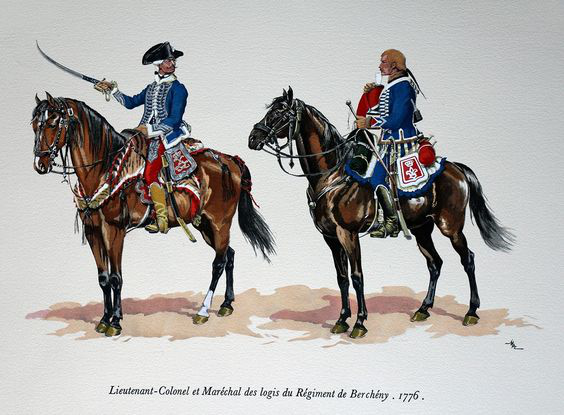
Hussards de Bercheny sous l'Ancien Régime.

- 1720 : de Bercheny
- 1722 : de Bonnaire
- 1744 : de Nordmann
- 1749 : de Totte

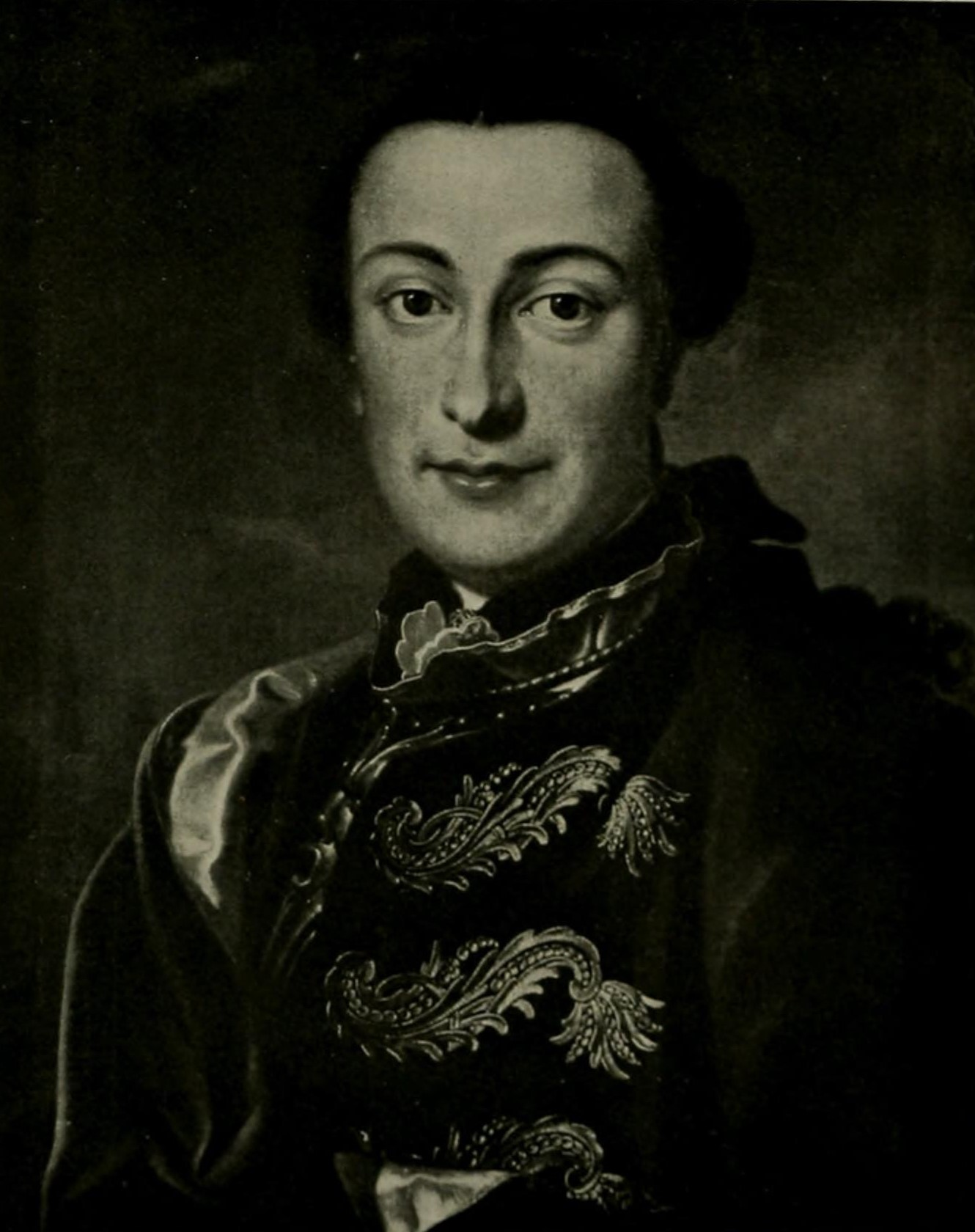
Comte Ladislas de Bercheny.

- 1751 : de Bercheny (2), fils du précédent.
- 1762 : de Polleretsky
- 1762 : de Bercheny François Antoine Ladislas (1744-1811), fils du précédent.
- 1762 : de Sombreuil
- 1771 : de Humbert
- 1776 : de Thumery
- 1785 : de Pange
- 1789 : Turpin de Crissé

### RévolutionetPremier Empire
- 1792 : Henri Christian Michel Stengel - Colonel (**)
- 1792 : Joseph Armand Nordman - Colonel
- 1793 : Philippe Glad - Chef de brigade
- 1795 : Louis Jean Charles Bougon-Duclos- Chef de brigade
- 1796 : Antoine Henri de Carowe - Chef de brigade
- 1797 : Joseph-Denis Picard - Chef de brigade (*)
- 1803 : Philippe Augustin Le Rouvillois - Colonel
- 1807 : Jacques Begougne de Juniac - Colonel
- 1810 : Eugène Antoine François Merlin - Colonel (*)
- 1813 : François Joseph Marie Clary - Colonel
- 1814 : Nicolas Oudinot - Colonel
- 1815 : François Joseph Marie Clary - Colonel

Colonels tués et blessés alors qu'ils commandaient le 1er de hussards pendant cette période
- colonel Stengel, blessé le 21 avril 1796 à la bataille de Mondovi, mort des suites de ses blessures le 28 avril.
- chef de brigade Bouglon-Duclos, mort de fièvres.
- chef de brigade Carrowe tué à la bataille de Rovero le 6 septembre 1796.
- colonel Rouvillois, blessé le 19 décembre 1806.
- colonel Juniac, blessé le 6 février 1807.

Officiers tués et blessés pendant qu'ils servaient dans le 1er régiment de hussards (entre 1805 et 1815)
- Officiers tués : 5
- Officiers morts des suites de leurs blessures : 6
- Officiers blessés : 57

### PremièreetSeconde Restauration
- État-major du régiment vers 1815

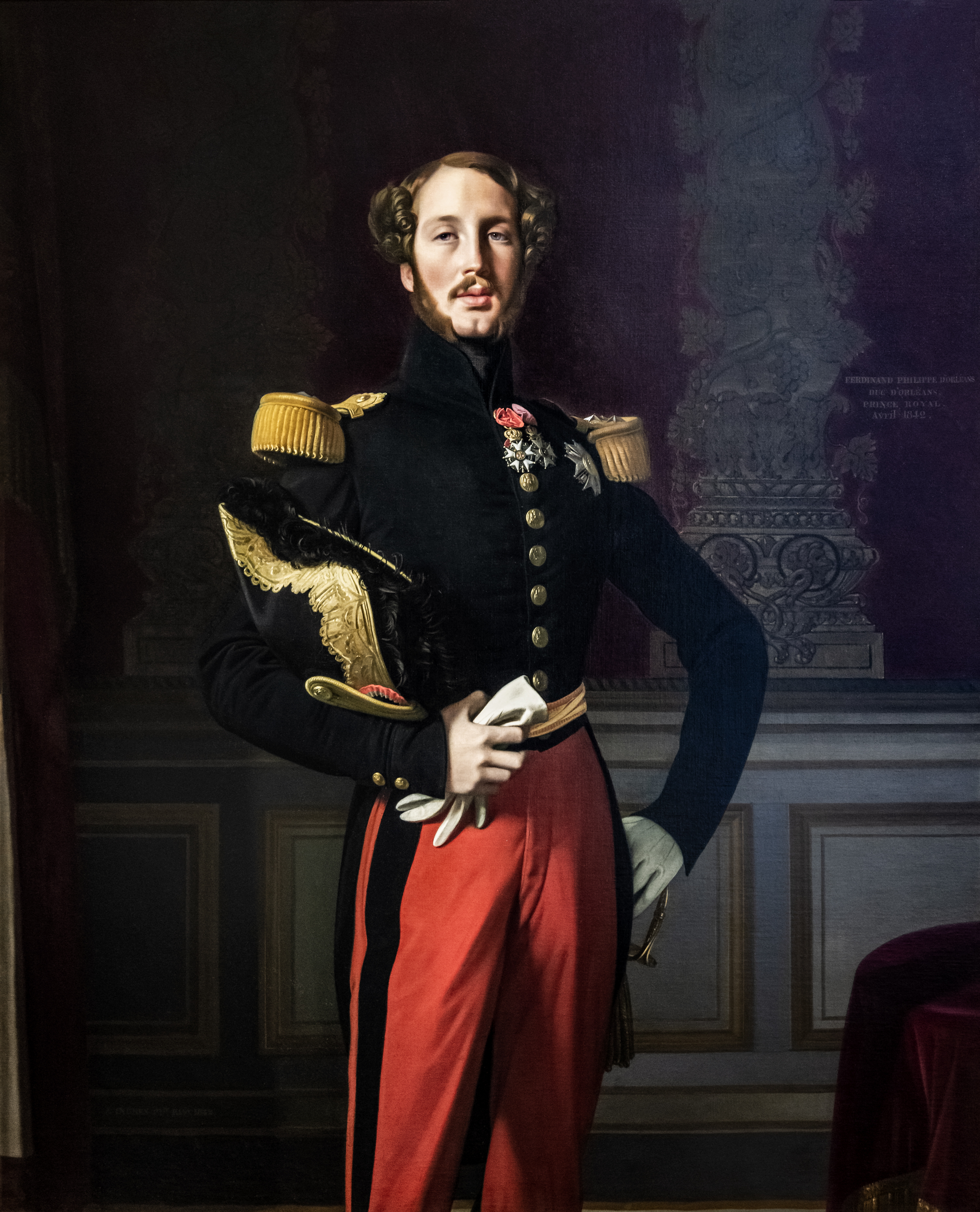
Portrait du duc d'Orléans, par Jean-Auguste-Dominique Ingres (1842).

  - colonel Auguste-Ambroise-Joselin de Verdière
  - lieutenant-colonel : Armand-Louis, chavalier de l'Orme
  - chefs d'escadrons : M. Vidal de Léry et Jacques-Victor de Suzainnecourt
  - major : Joseph-Antoine, vicomte de Lodin du Mauvoic
  - capitaines adjoint-majors : Pierre de Vigneras et Alexandre Pothée
  - lieutenant-trésorier : François Vial
  - capitaine d'habillement : Jean-Pierre Carmignac
  - sous-lieutenant porte-étendard : Michel-Rémi Renaud
  - aumônier : Jean Didier
  - chirurgien major : Jean-Baptiste Hermaut
  - chirurgien aide-major : Antoine-Claude Marchal, dit Lafontaine
- 1824-1830
  - colonel : Ferdinand-Philippe d'Orléans, duc de Chartres, futur duc d'Orléans

### 1830-1848:Monarchie de Juillet
- 1830-1832 :
  - colonel Le Prince Royal de France, duc d'Orléans
  - lieutenant-colonel Lanthonnet
  - chef d'escadron de Suremain
  - chef d'escadron Lestocquoy
- 1832-1836 : colonel Joseph Simon Pozac
- 1845 : colonel Berryer

### Second Empire
- 1854 : colonel comte Lion
- 1856 : colonel Moucheton de Gerbrois
- 1864 : colonel de la Jaille
- 1867 : colonel prince de Bauffremont

### 1870-1914
- 1870 : colonel prince de Bauffremont
- 1872 : colonel Raimon d'Agoult (1824-1888).
- 1884 : colonel Poulard
- 1889 : colonel Buffet
- 1892 : colonel Geslin de Bourgogne
- 1894 : colonel Lageon
- 1897 : colonel de Quinemont
- 1907 : colonel Simon de la Mortière
- 1912 : colonel Renaudeau d'Arc

### Première Guerre mondiale
- 1914 : colonel Leps
- 1918 : colonel d'Amade

### Entre-deux-guerres
- 1926 : colonel Robert
- 1931 : colonel Aubry de la Noé
- 1932 : colonel Malcor

### Seconde Guerre mondiale
- 1939 : colonel Rabany
- 1940 : colonel de Groulard (blessé en 1940, il décédera des suites de ses blessures en 1947)

### De 1945 à nos jours

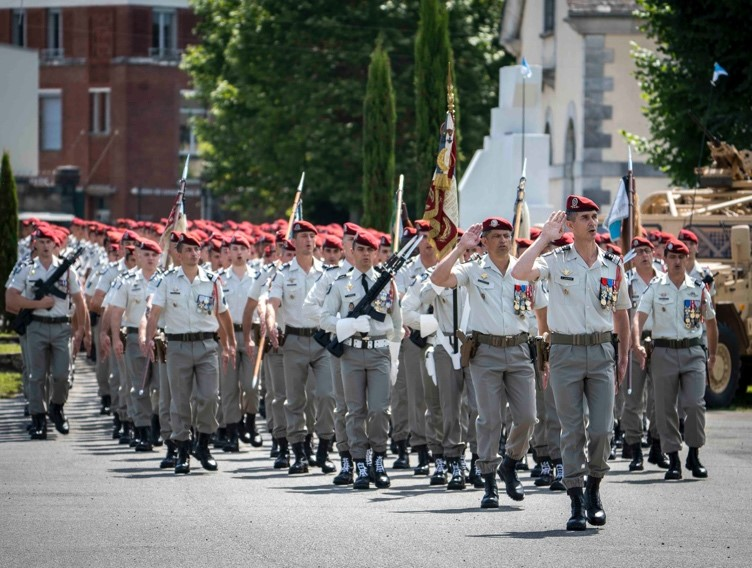
Passation de commandement du Colonel Gaspard Lancrenon, 100e Chef de Corps du 1er RHP.

- 1946-19?? : colonel Macé de Gastines
- 1952-1953: colonel Teyssou
- 1954-1956 : colonel Huchet de Quénetain**
- 1956-1958 : lieutenant-colonel Hebrard
- 1958-1960 : lieutenant-colonel Compagnon***
- 1960-1962 : colonel Gautier
- 1962-1963 : lieutenant-colonel Teule
- 1963-1964 : colonel Donnart
- 1964-1966 : colonel de Boisfleury***
- 1966-1968 : colonel Laflaquiere
- 1968-1970 : colonel Jean Combette***
- 1970-1972 : colonel Boissau**
- 1972-1974 : colonel Delmotte*
- 1974-1976 : colonel Morel**
- 1976-1978 : colonel Gouttenoire*
- 1978-1980 : colonel Berge*
- 1980-1982 : colonel Varret***
- 1982-1984 : colonel Genest***
- 1984-1986 : colonel Gobillard****
- 1986-1988 : colonel d'Astorg**
- 1988-1990 : colonel Le Mière***
- 1990-1992 : colonel Valentin****
- 1992-1994 : colonel Hubin*
- 1994-1996 : colonel Duhesme
- 1996-1998 : colonel Maes*
- 1998-2000 : colonel Duquesne***
- 2000-2002 : colonel de Bavinchove*** (CEM ISAF en Afghanistan )
- 2002-2004 : colonel Delort-Laval*** 1er août 2011)** divisionnaire depuis 2012
- 2004-2006 : colonel de Marisy*
- 2006-2008 : colonel de Lapresle***
- 2008-2010 : colonel Villiaumey
- 2010-2012 : colonel Langlade de Montgros***
- 2012-2014 : colonel Peltier***
- 2014-2016 : colonel Aumonnier*
- 2016-2018 : colonel Rondet
- 2018-2020 : colonel Lafontaine
- 2020-2022 : colonel de Labretoigne du Mazel[14]
- 2022-2024 : colonel de Ligniville
- 2024-2026 : colonel Lancrenon

(*) Officier devenu par la suite général de brigade.

(**) Officier devenu par la suite général de division.

(***) Officier devenu par la suite général de corps d'armée.

(****) Officier devenu par la suite général d'armée.

## Rayonnement du régiment

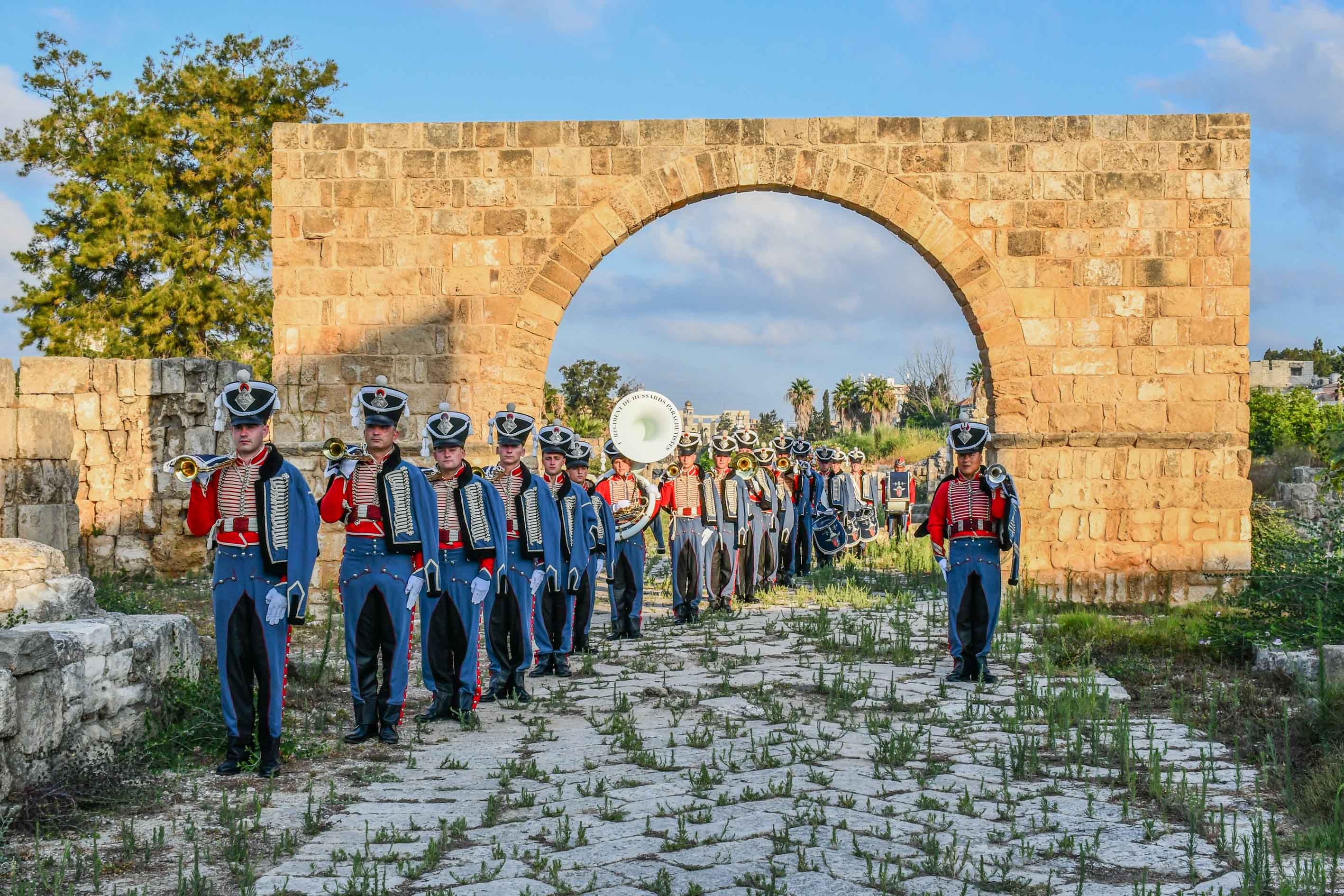
La fanfare du 1er RHP durant l'opération Daman 42 au Liban.

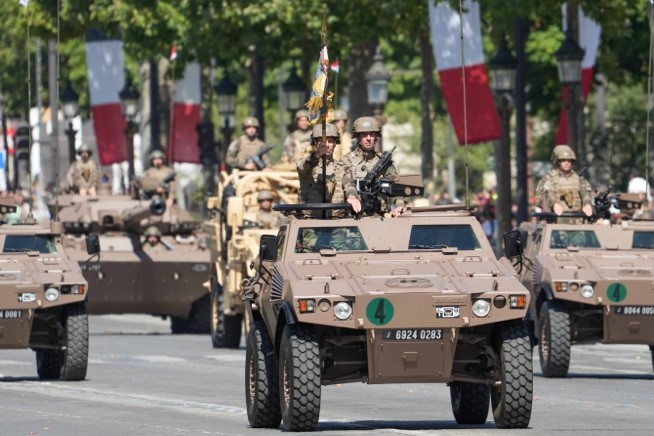
VBL du 1er RHP durant le défilé du 14 juillet 2023.

Européen avant l'heure, le régiment de Bercheny a conservé un recrutement franco-hongrois tout au long du XVIIIe siècle. Ses hussards sont notamment recrutés parmi des soldats immigrés hongrois, allemands, belges et polonais. Le régiment entretient toujours le souvenir de ses origines, et il est jumelé avec le bataillon « Bercheny » de l'armée hongroise.
En 1806, la réputation du régiment était si importante que Napoléon Ier en personne demanda que l'honneur de remplacer la cavalerie de la Garde impériale, absente pendant la bataille d'Iéna, soit confié au 1er hussards. C'est un détachement du 1er RHP qui s'est posé le premier aux Émirats arabes unis, au sein des troupes françaises envoyées dans le golfe au cours de la guerre du Golfe.
Le 1er RHP possède une fanfare : celle-ci est l'ambassadrice du régiment, et a acquis depuis des années une solide réputation nationale et internationale[réf. nécessaire]. Peloton de combat du régiment à part entière, la fanfare mène de front des activités musicales aussi nombreuses que diversifiées et une instruction militaire poussée. Composé d'une trentaine d'exécutants, la fanfare de Bercheny assure de nombreux déplacements tant en France qu'à l'étranger, et a eu ainsi l'occasion de se produire devant les plus hautes personnalités civiles et militaires. La fanfare du 1er RHP est fréquemment projetée au cours des opérations extérieures du régiment (Balkans, Moyen-Orient, Afrique, etc.).

## Personnalités ayant servi au sein du régiment
- Ferdinand-Philippe d'Orléans, duc de Chartres puis duc d'Orléans, Dauphin de France
- César de Vachon de Belmont-Briançon alors capitaine
- Général Jean-Antoine Marbot
- Général Baron Marcellin Marbot
- Général comte Frédéric Henri Walther (du grade de soldat à celui de capitaine)
- Général Nicolas-François Christophe (capitaine en 1793)
- Louis Bro (1781-1844), soldat, futur général de cavalerie,
- Colonel Nicolas Oudinot, fils du maréchal d'Empire Nicolas-Charles Oudinot
- Maurice Dupin de Francueil, père de George Sand, est officier au 1er régiment de hussards. D'abord capitaine le 21 décembre 1805, puis chef d'escadron le 21 mars 1807[15].
- Général Regnaud de Saint-Jean d'Angély (en 1815, au grade de capitaine)
- Charles-Marie-Augustin, comte de Goyon (1803-1870), général de division, major au 1er hussards le 15 janvier 1839.
- Le célèbre espion Charles Louis Schulmeister
- Charles Théodore Ernest de Hédouville (1809-1890), homme politique français du XIXe siècle, sert au régiment après 1829.
- René Iché (1897-1954), sculpteur français du XXe siècle, s'est engagé au régiment le 2 mars 1915, en se vieillissant de 2 ans.
- Olivier de Germay, évêque d'Ajaccio puis archevêque de Lyon le 20 décembre 2020[16].
- Gaston de Galliffet
- Général de corps d'armée Louis d'Harcourt, lieutenant en 1946, chef d'escadron en 1958

## Le régiment aujourd'hui
Seul régiment de l'arme blindée et cavalerie de la 11e brigade parachutiste. Son matériel peut être aérolargué, aéroporté ou transporté par toutes autres voies militaires.
La 11e brigade parachutiste (11e BP) étant surnommée "brigade de l'urgence" en raison de sa capacité de projection par aérolargage, le 1er RHP, régiment de l'Arme Blindée Cavalerie (ABC), est considéré comme "l'échelon blindé d'urgence" de l'Armée de terre.
Bercheny Houzards est un régiment à forte identité parachutiste. C'est d'abord un régiment de mêlée, de contact, réactif et volontaire. Il a pour vocation première l'intervention en premier échelon, dans un cadre généralement interarmes, au cœur des situations de crise. Son action est collective, marquée par l'esprit d'initiative, esprit nécessaire aux missions de renseignements mais aussi essentiel dans le cadre d'interventions à caractère humanitaire. Les soldats du 1er RHP se doivent d'allier la vivacité, l'ouverture d'esprit et l'intelligence de situation des hussards aux vertus de rusticité, de courage et de rigueur des parachutistes.
Seul régiment blindé apte à s'engager d'urgence par la 3e dimension, le 1er hussards procède au profit de la brigade parachutiste à toutes les missions d'un régiment de cavalerie légère : reconnaissance au contact ou dans la profondeur, intervention antichar, sûreté des arrières ou des flancs... Ses missions principales sont l'intervention blindée, le combat antichar et la recherche du renseignement.

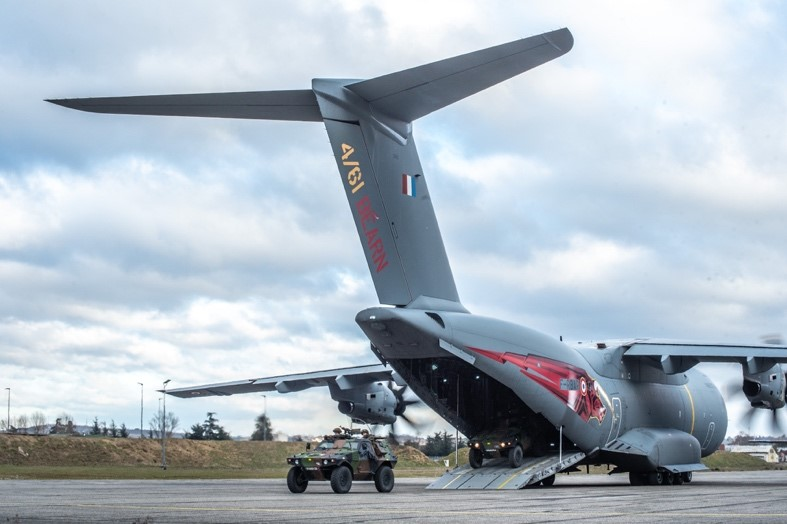
Poser d'assault d'un VBL.
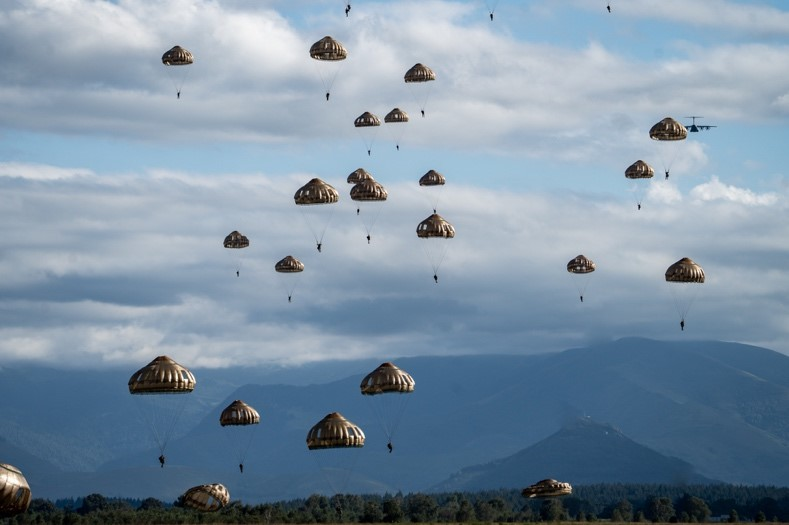
Largage d'hussards parachutistes sur la zone de saut de Ger.
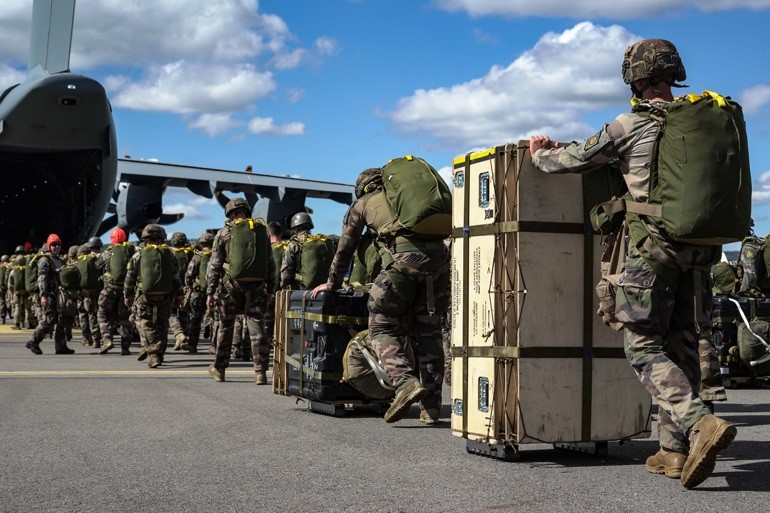
Embarquement de colis dans un A400M.
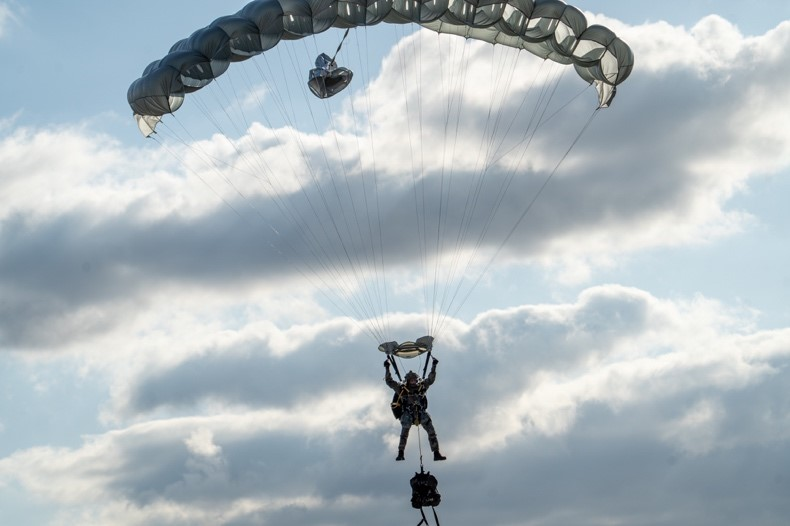
Commando parachutiste du 1er RHP durant une démonstration de saut.

### Subordinations
Sur le plan opérationnel, le 1er régiment de hussards parachutistes est rattaché à la 11e brigade parachutiste de la 3e division.
Son commandement territorial est la région militaire Terre Sud-Ouest (RTSO), dont l'état-major est situé à Bordeaux.

### Composition
Le 1er RHP est composé de :
- un escadron de Commandement et de Logistique :
- L'ECL ayant pour devise : "Servir sans subir"
- deux escadrons blindés sur AMX 10 RC
  - Le 2e escadron ayant pour devise : "Second de personne"
  - Le 4e escadron ayant pour devise : "Sans répit"
- deux escadrons de Reconnaissance et d'Investigation Anti-Chars (ERIAC) sur VBL et GRIZZLY : 
  - Le 1er escadron ayant pour devise : "Toujours plus oultre
  - Le 5e escadron ayant pour devise : "Aultre ne veult" recrée le 11 mars 2016 dans le cadre du modèle de l'Armée de terre "Au contact"
- Un sous groupement de renseignement de contact (SGRC) sur PEGASE et VBL : 
  - Le 3e escadron ayant pour devise « Au-delà du possible »
- un escadron de réserve opérationnelle : 
  - Le 6e escadron ayant pour devise : "Toquey si gaüses"
- Le 11e escadron a été dissous le 14 janvier 2011. Le camp de Ger où il était localisé appartient cependant toujours au 1er RHP, et continue d'être utilisé pour des tirs, manœuvres et sauts en parachute.
- Un peloton  de commando parachutistes : 
  - Les GCP

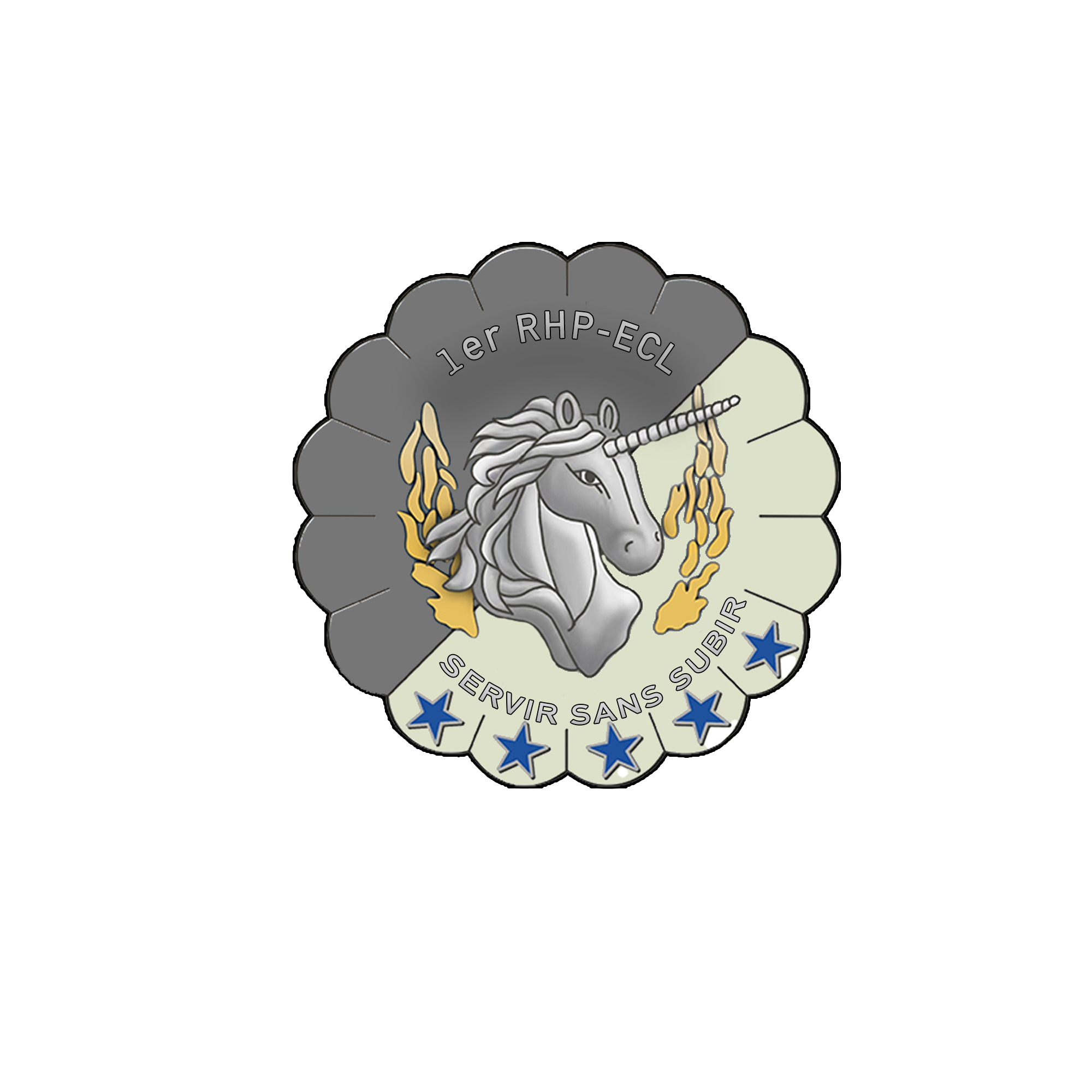
Insigne de l'escadron de commandement et de logistique
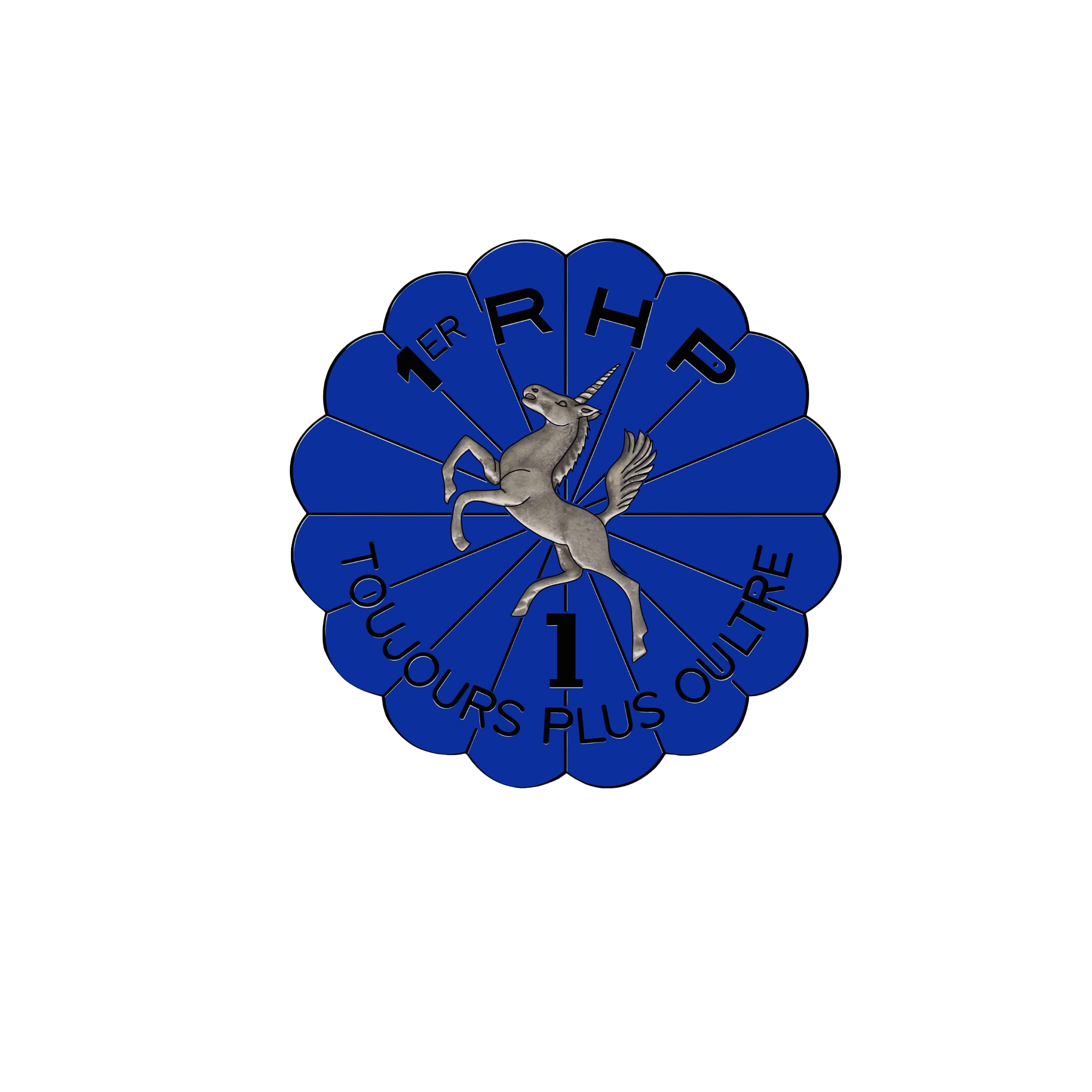
Insigne du 1er escadron
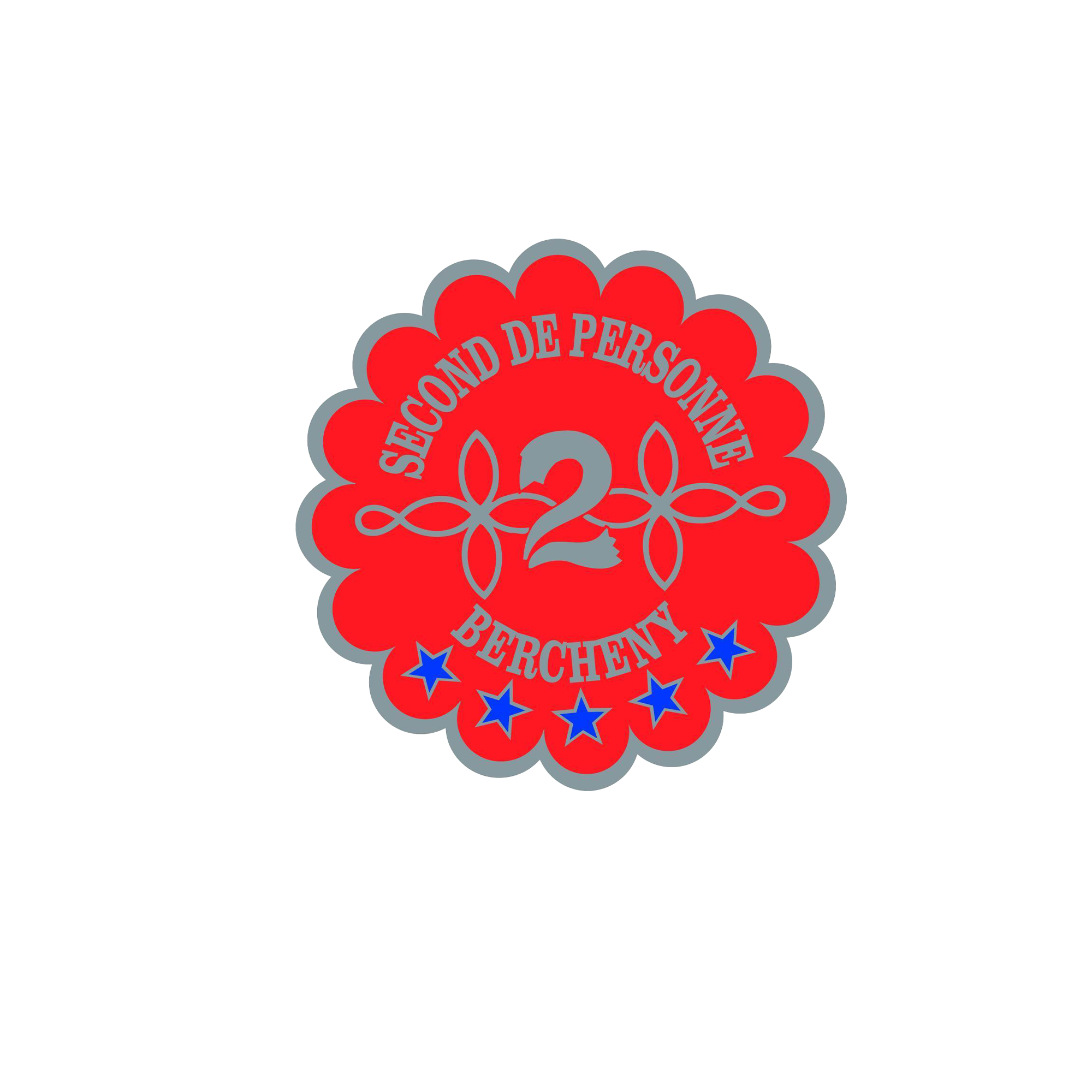
Insigne du 2e escadron
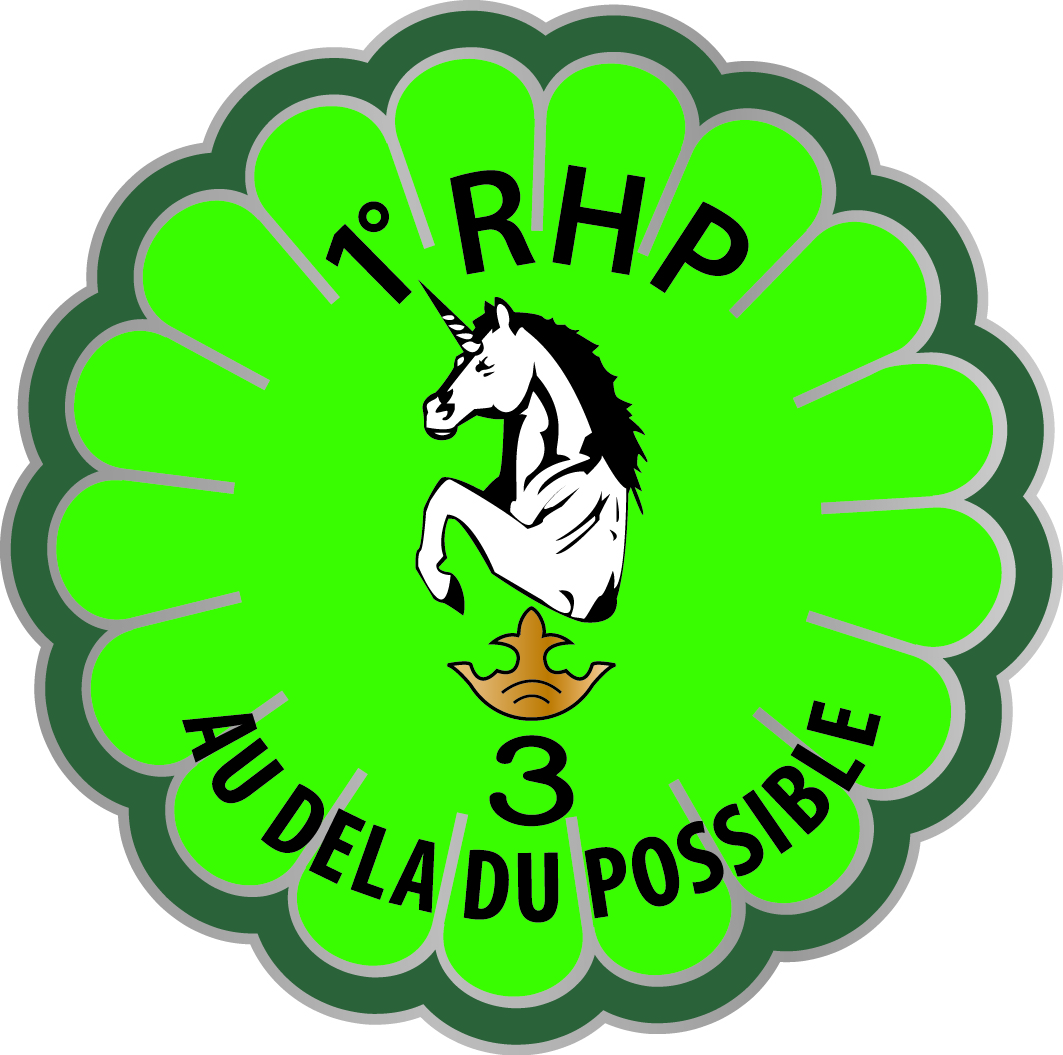
Insigne du 3e escadron
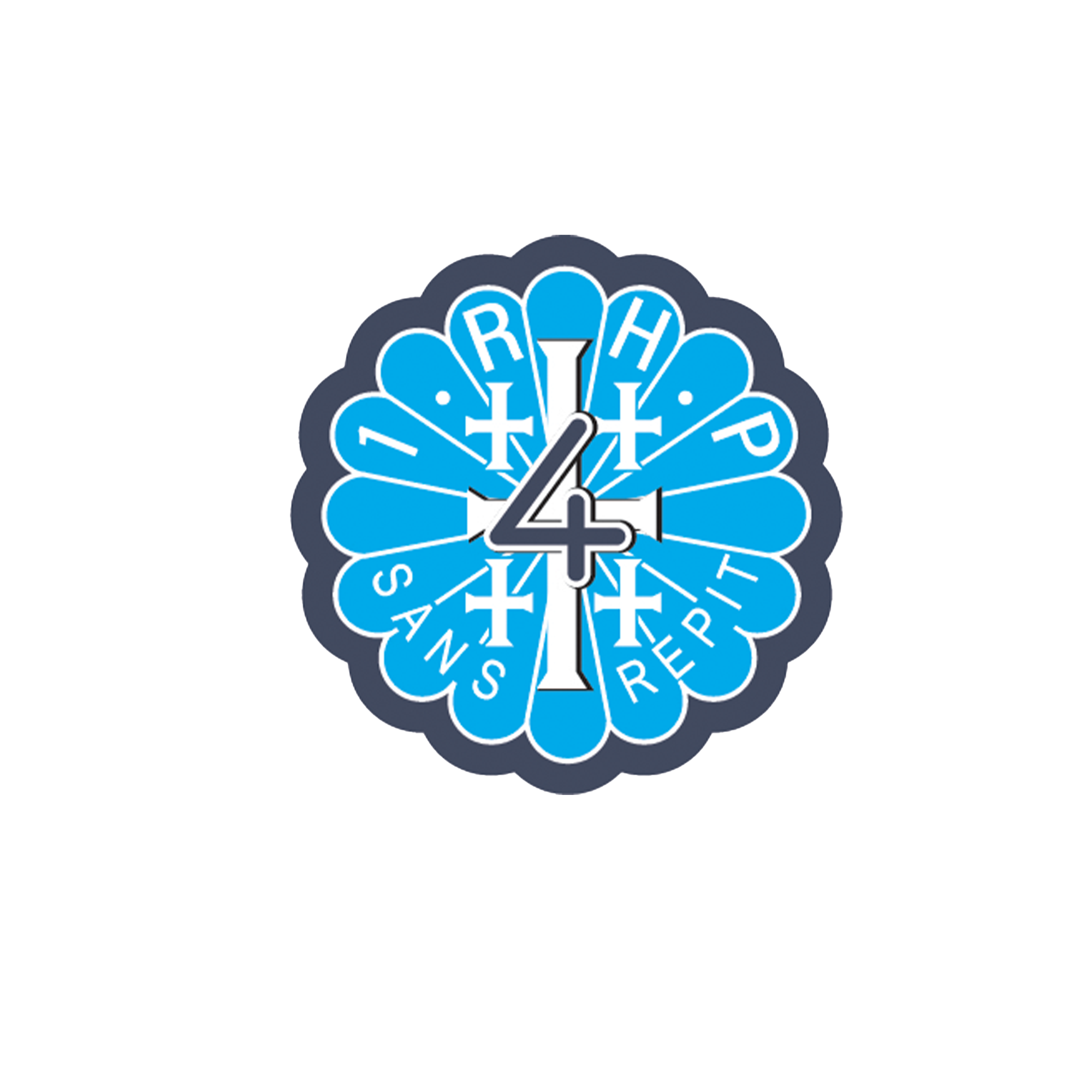
Insigne du 4e escadron
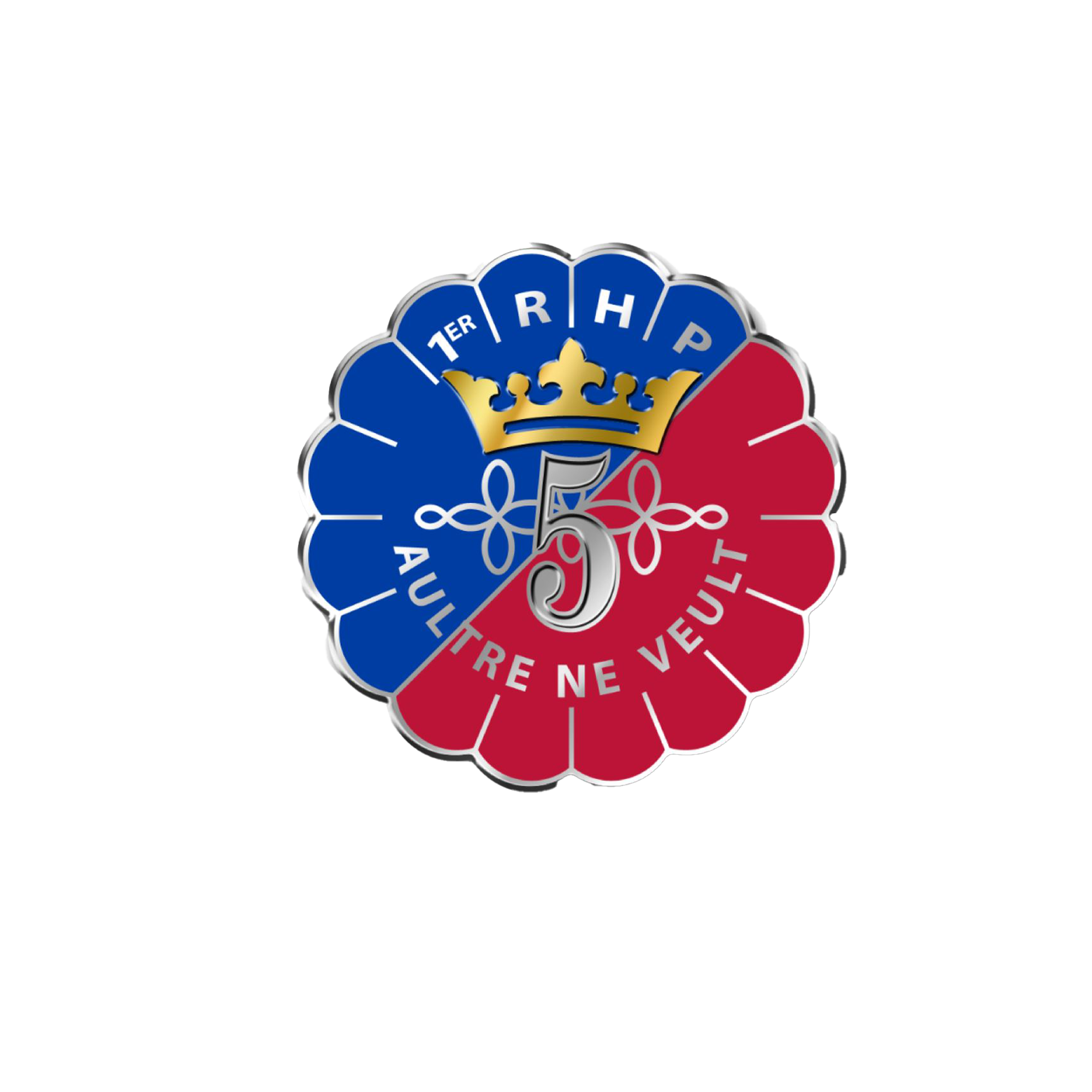
Insigne du 5e escadron
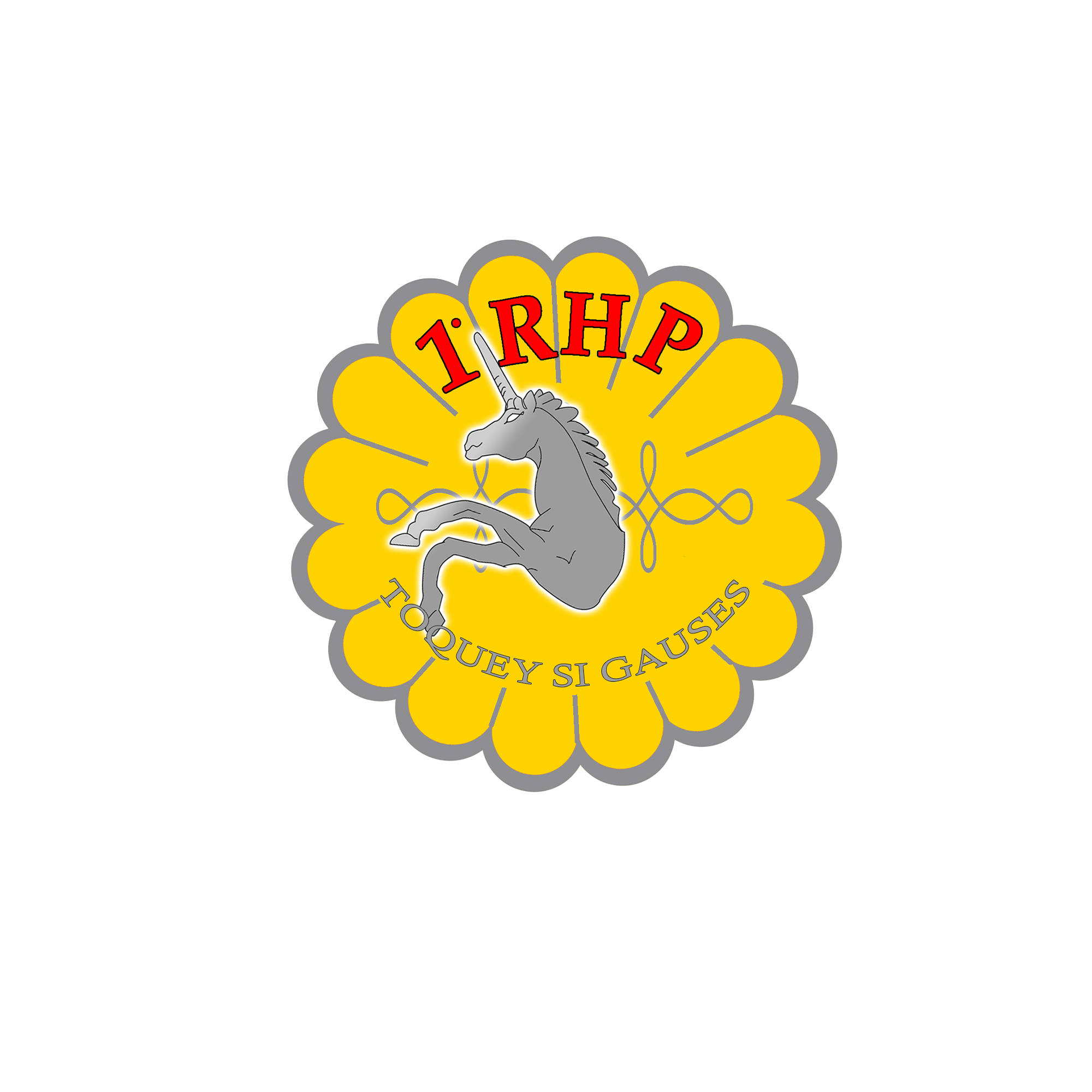
Insigne du 6e escadron (réserve)

### Missions

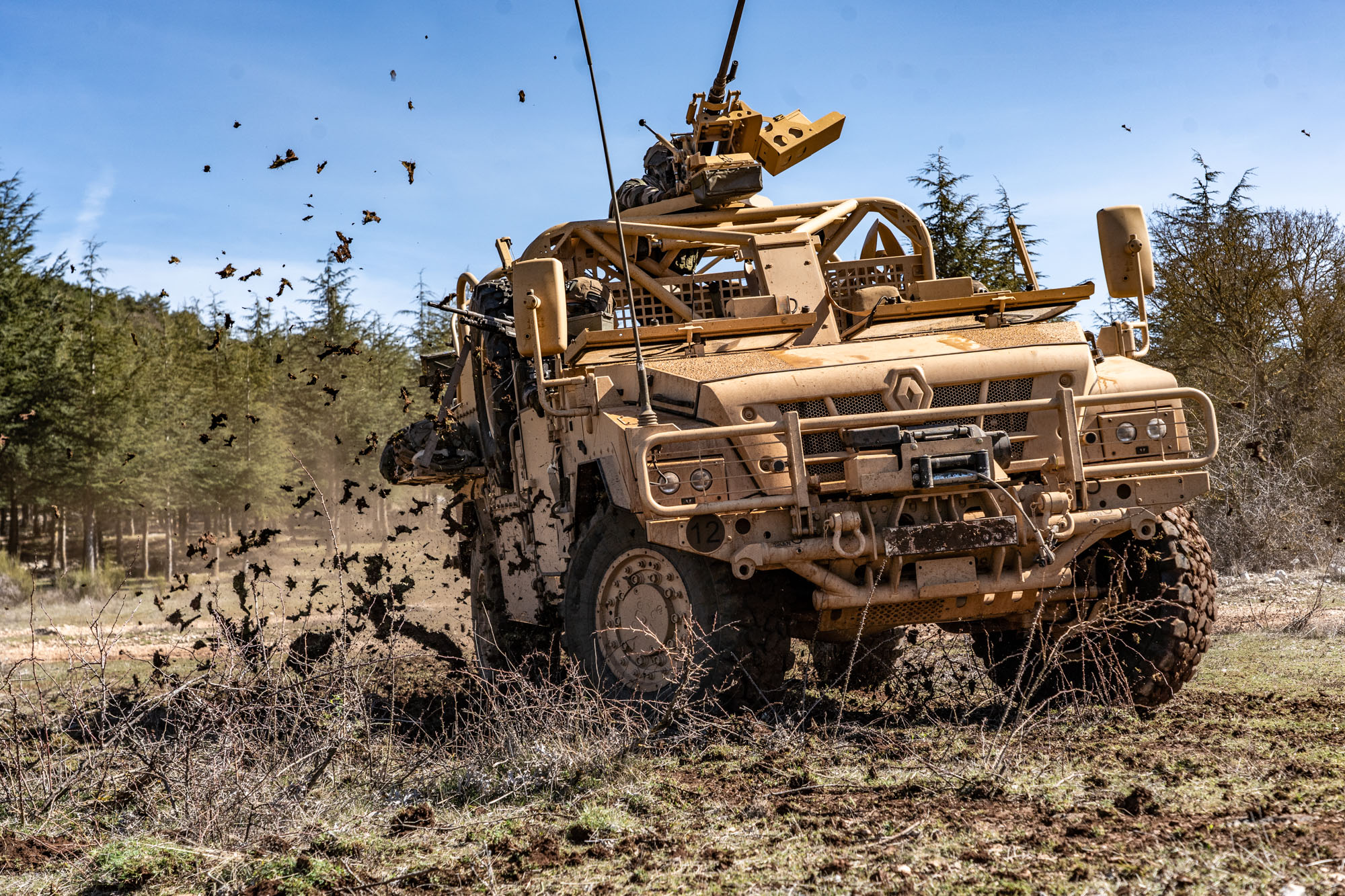
Le Grizzly, véhicule de reconnaissance du 1er RHP.

Le 1er RHP a principalement pour missions :
- Le renseignement
- La reconnaissance
- L'intervention antichars
- L'appui des régiments d'infanterie parachutiste

### Matériels

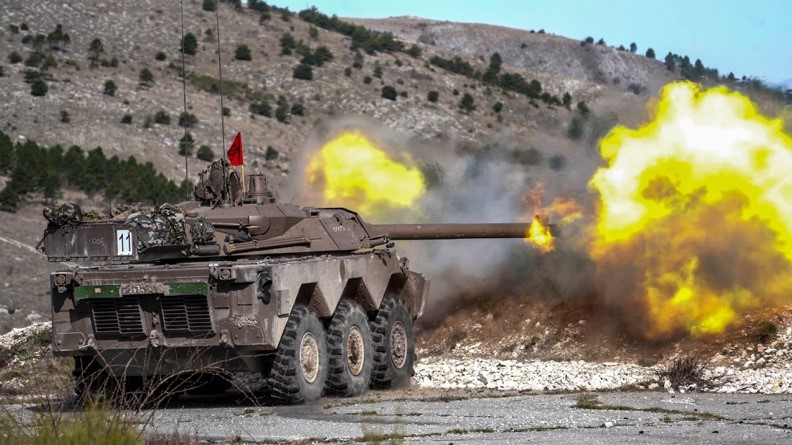
AMX10 RC du 1er RHP au CETIA de Canjuers.

#### Véhicules
- AMX-10 RC
- Véhicule blindé léger VBL
- GRIZZLY
- Moto Rieju 125cc
- VAB

#### Armement
- Postes de tir MMP (Missile moyenne portée)
- Canons de 105 mm montés sur les AMX-10 RC
- AT4

## Monuments
En 1977, un monument avec une plaque à la mémoire des combats de mai 1940 a été érigé et inauguré au Mont-Dieu par les autorités civiles et militaires de Sedan en présence du lieutenant-colonel Gouttenoire chef de corps du 1er RHP de Tarbes, du maire du Mont-Dieu, monsieur Faucheron et des membres de l'amicale des anciens officiers, sous-officiens et soldats du 1er régiment de hussards à cheval en 1940 (amicale aujourd'hui dissoute faute de participants). Ce monument en pierre de granit gris est visible de la route dans le virage à droite avant l'entrée dans la commune. Lors de la dernière assemblée générale, portant sur la dissolution de l'amicale des anciens le 6 juillet 2000 à Tarbes, au quartier Larrey, sous la présidence du général (CR) de Torquat de la Coulerie président d'honneur, et en présence des derniers membres, il a été décidé que les fonds de l'amicale seraient remis au maire du Mont-Dieu. Le monument est inscrit au domaine public départemental du conseil général des Ardennes, conjointement entretenu par la commune du Mont-Dieu et pour le dépôt régulier d'une gerbe aux fêtes commémoratives.
Le 9 juillet 2008 au quartier Larrey (lieu d'implantation du 1er RHP à Tarbes) s'est déroulé l'inauguration du monument du souvenir du 1er régiment de hussards parachutistes, « mémorial destiné à honorer les hommes et les femmes du régiment qui servent leur pays et qui sont prêts à tout donner, et à ne jamais oublier ceux qui sont morts en service, dont les noms sont recensés sur les plaques de marbre du monument ». Le dévoilement du monument s'est fait sous la présidence de l'ancien chef de corps du régiment et actuel président du Comité de La Flamme sous l'Arc de Triomphe, le général Combette. Symboliquement, ce sont deux cavaliers en tenue empire et deux parachutistes équipés pour un saut qui eurent l'honneur de dévoiler ce monument avant que ne soit allumée la flamme du souvenir.
Le lieu d'implantation du monument se veut particulièrement accessible et visible de jour comme de nuit, au milieu de la zone vie des escadrons de combat. Le colonel de Lapresle, alors chef de corps du 1er RHP et instigateur de la construction du monument l'a qualifié ainsi : « Espace solennel mais ouvert devant lequel chacun passe dans la journée, ce monument a vocation à rappeler aux hussards parachutistes leurs devoirs de chaque instant ». Sur le fronton de cet édifice est inscrit « hussard parachutiste souviens toi ». La première plaque de marbre, sur la face gauche du monument reprend la devise régimentaire. Les autres plaques reportent, par continent et dans la chronologie des engagements, les noms des hussards parachutistes morts au combat ou en service commandé. En façade, sur les deux piliers centraux, s'affichent les deux saint patrons du régiment, Saint Georges (patron des cavaliers) et Saint Michel (patron des parachutistes) qui veillent sur le 1er RHP.